# アメリカ合衆国の経済史
アメリカ合衆国の経済史（アメリカがっしゅうこくのけいざいし）では、主に17世紀にヨーロッパ人が現在のアメリカ合衆国となった地域に入ってきてからの経済の歴史を概説する。1776年、イギリスの13植民地が合同してアメリカ合衆国となった。19世紀の間に、アメリカ合衆国の経済は外資へ依存しながら工業化された。第一次世界大戦後にアメリカは世界経済の債権国へ伸し上がった。資源国としても世界中から移民を惹きつけて、技術と産業を国際的に発展させた。20世紀後半には、成長しつづける機関投資家が多様な市場に変革をもたらしたので、合法的であれ19世紀に劣らないような経済格差が広まった。USドルは基軸通貨として国際需要が絶えず、国内では証券を主要な交換手段とするようになった。やがて証券は国際流動性にまで昇華したが、とりわけ労働市場における格差を是正しないまま大衆の債務を証券化していたので、危険は世界金融危機として顕在化することになった。

## 植民前史
アメリカ州の先住民族は、ヨーロッパ人が到着するまでアメリカ州以外との接触がほとんど無く、種族の間で交易がある程度だった。その経済の仕組みは、イロコイ連邦の場合など狩猟採集と農業の様々な組合せだった。農産物としては既にトウモロコシが広く栽培されていた先住民族の経済はヨーロッパ人の到来とその結果として疫病が入り、ヨーロッパ製品の流入、毛皮貿易に関連したヨーロッパ人との交易関係、武器の獲得と戦争への関与、土地の喪失および居留地での拘束というように大きく変えられていった。
1492年、クリストファー・コロンブスがスペイン国旗の下でアジア発見のために出航して、たまたま「新世界」に到着した。続く100年間、イギリス人、スペイン人、ポルトガル人、オランダ人およびフランス人探検家がヨーロッパから新世界に航海し、金、富、宗教的利益、名誉および栄光を探った。しかし、北アメリカの荒野は初期探検家達にほとんど栄光をもたらさず、金もあまり見つからなかったので、大半はここに居住することが無かった。北アメリカに定着するための人々がやって来たのはだいぶ遅くなった。1565年に現在のアメリカ合衆国内となるフロリダ州セントオーガスティンにスペインの植民地が造られ、その後の1607年、バージニア州ジェームズタウンに、小さな一団の開拓者がイギリスの恒久的開拓地を建設した。

## 植民時代

マサチューセッツ州セイラムにおける船積み風景、1770年代

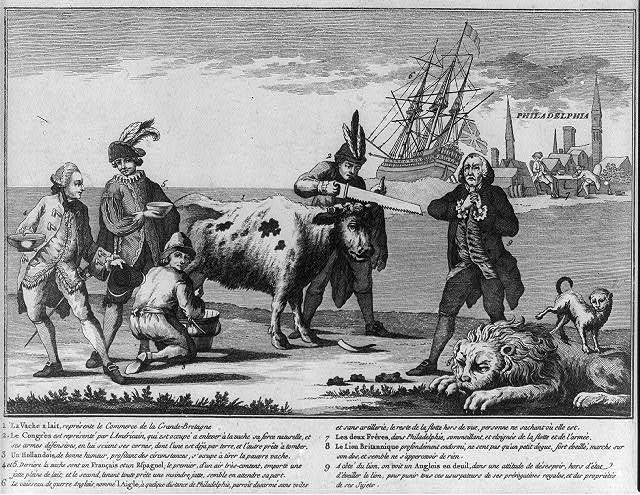
独立戦争時の漫画。アメリカ人が困惑した表情のイギリス人の前で牛の角を切っている（イギリス商圏からの分離を象徴）。他のヨーロッパ列強はミルクを集めようと待っている。

初期の開拓地は簡単には自立できなかった。ジェームズタウンの場合、最初に到着した者の半数は病気と飢えのために最初の冬を越せなかった。その後も少なくとも3年間は本国からの補給に頼る状態が続き、放棄寸前までいった。1620年にニューイングランドに作られたプリマス植民地にしても、最初の冬を越すことが大変だったのは同様であり、その中で先住民族との関係を築き、トウモロコシの栽培方法などを習って飢えを凌ぐ途を探った。どちらの植民地もイギリス本国には植民地から上がる収益を期待して投資した者達の存在があり、その見返りになるものはなかなか見つからなかった。そうした中でジェームズタウンでは、ジョン・ロルフが西インド諸島から持ち込んだタバコの栽培に成功した。これがイギリスにむけて出荷されて評判を呼び、換金作物の目処が着いた。
初期開拓者は様々な理由でアメリカに来ていた。マサチューセッツ湾植民地のピューリタンはニューイングランドで浄化された宗教を生み出そうと望んだ。バージニア植民地のような他の植民地は主に事業創造として植民地を建設した。アメリカ合衆国となった地域にイギリスが植民地化して成功したことには、特許会社を使ったことが大きく寄与した。特許会社は一群の株主（通常は商人と裕福な土地所有者）が個人的経済利益を追求し、恐らくはイギリスの国としての目標にも適うことを欲して作ったものだった。民間部門が会社の財政を担い、国王がそれぞれの計画に経済的な権利と政治・司法の権限を与える特許あるいは認可を発行した。しかし、植民地は概して直ぐには利益を生まなかったので、イギリス人投資家達はしばしばその植民地特許を開拓者達に渡した。当時は認識されていなかったものの、この政治的意味合いは大きなものだった。植民地の者達は自分達で生計を立て、自分達の社会を作り、つまりは自分達の経済の仕組みを作っていくままに任された。
初期植民地で成功したのは毛皮用動物の捕獲と交易から得られたものだった。しかし植民地全体では主に小さな農園で自給自足で暮らす者が多かった。数少ない都市やサウスカロライナおよびバージニアの大規模プランテーションの中では、幾つかの生活必需品や事実上贅沢品の全てがタバコ、米およびアイのような輸出品との見返りに輸入された。交換手段は絶対的に不足していた。
このような中で後のニューヨークが発展を始めた。当初、オランダ人がマンハッタン島に交易所を作り、1625年にニューアムステルダムと呼び始めた貿易の中継点だったが、イギリスが1664年に占領して、ニューヨークと改名した。天然の良港とハドソン川水系を抱えたこの地域は、内陸でビーバーの毛皮とヨーロッパ製品を交換して運び出し、大西洋貿易に船積みすることで発展して、1660年頃の人口1,000人が1690年には6,000人、独立後の1790年には3万人を越えるまでになっていった。
開拓地を開いていくためには、労働力が必要だった。初期にはかなりの数のヨーロッパ人が年季奉公として連れてこられた。年季奉公から人種を区別した奴隷制への移行は徐々に進んだ。アフリカからの奴隷輸入は18世紀に入って急増し、1720年のサウスカロライナ植民地では人口の65%が奴隷だった。ロードアイランド植民地のニューポートは奴隷貿易（三角貿易）の上で重要な港となった。

## 独立へ
植民地が成長するにつれて補助的な製造業が発展した。特化された製材所や製粉所の様々な形が出現した。開拓者達は漁業船隊を作るための造船所を作り、時には貿易用船舶を造った。また、小さな鉄鋳造場も作った。18世紀までに、地域による発展の方向性が明白になった。ニューイングランドの植民地は造船や船舶の運用による貿易、捕鯨を初めとする漁業に依存して富を作るようになった。メリーランド、バージニアおよび両カロライナのプランテーション（多くは奴隷を労働力に使った）はタバコ、米およびアイを育てた。中間にあるニューヨーク、ペンシルベニア、ニュージャージーおよびデラウェアは一般の穀物や毛皮を輸出した。奴隷は例外として一般的生活水準は高く、実際にイギリスのものよりも高かった。イギリス人投資家達が撤退したので、植民地の人々の中にいる起業家に可能性が開けた。

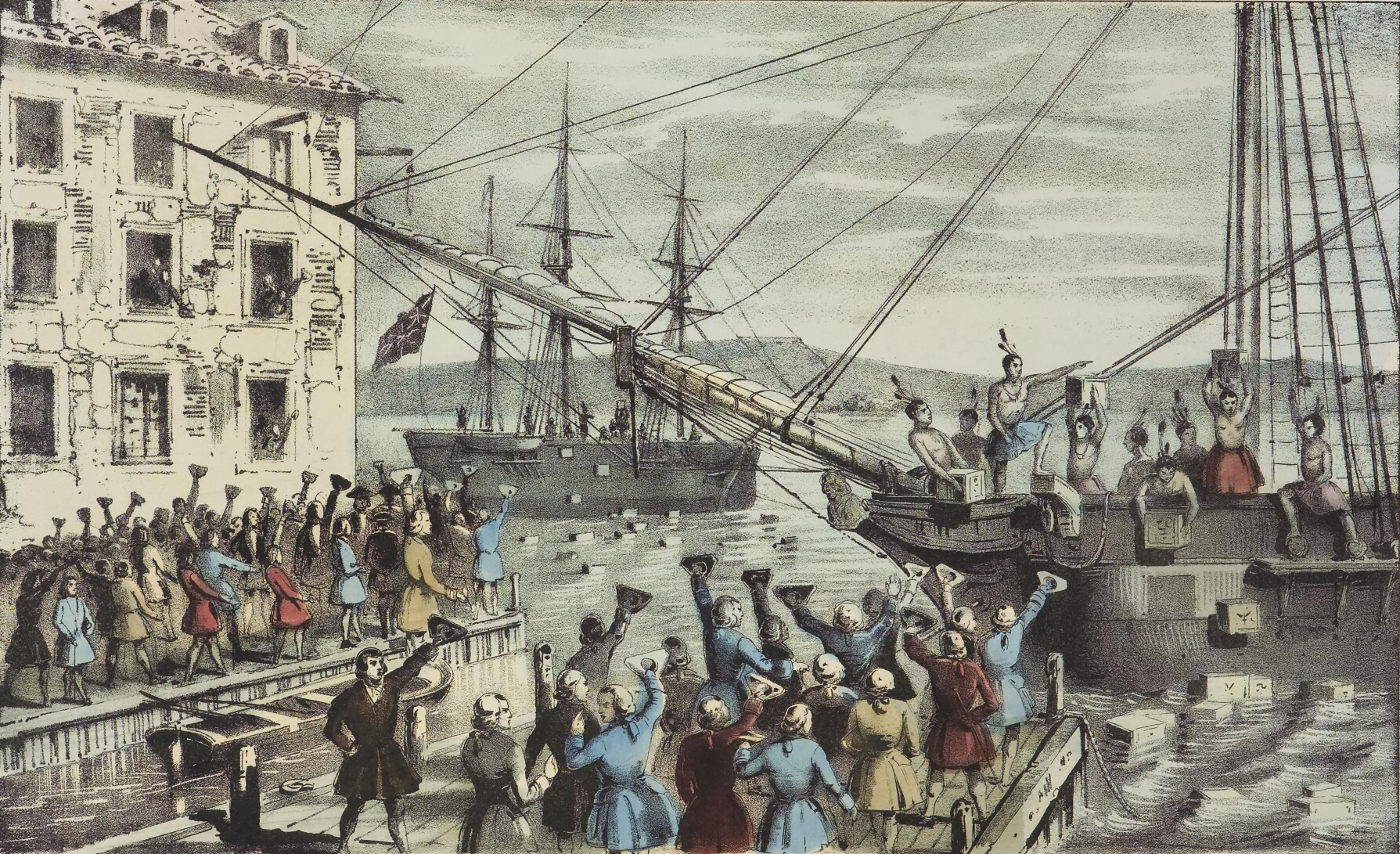
ボストン茶会事件

1770年までに、アメリカの植民地はイングランド王ジェームズ1世（在位1603年-1625年）の時代以来、イギリスの政治に支配的だった勃興する自治の動きの一部となるために経済的にも政治的にも準備が出来上がった。イギリスとの間で税金やその他の事項に関する論争が起こった。フランスとの長い戦争で経済的にも疲弊したイギリスは、重商主義を推し進める対象としてアメリカ植民地に自国製品やイギリス東インド会社が輸入した茶などを押し付けようとした。このためにアメリカでは1つの産業にもなっていた密貿易を取り締まったり、高い関税を押し付けて自国商品のみが売れるようにしたうえに、印紙法などを制定して課税強化を図った。13植民地のアメリカ人はイギリス人としての権利を要求し、代表なくして課税なしという立場を採ったが、イギリスはこれを否定した。アメリカ人はイギリス製品のボイコット運動を起こし、イギリス商船に積まれていた茶を投棄する事件まで起こした（ボストン茶会事件）。この紛争がアメリカの独立に繋がり、イギリスとの全面戦争となり、遂には新しいアメリカ合衆国として政治的独立と主権を確保した。
17世紀や18世紀のイギリスの政治的動揺に似て、アメリカ合衆国の独立革命（1775年-1783年）は「生命、自由および財産に関する不可分の権利」をスローガンに戴いた中産階級の勃興によって政治的にも経済的にも支えられた。この言葉はイギリスの哲学者ジョン・ロック『市民政府二論』（1690年）から援用されたものだった。イギリスと政治の世界で分離することは植民地人多数の当初目標ではなかったかもしれないが、独立と主権国家すなわちアメリカ合衆国が最終的結果になった。それは成長の時代だった。
独立戦争を担った大陸軍兵士への給与、食料、防備、兵装、兵器やその他の装備に対する財政的な責任は、各邦にその調達ともども割り当てられた。各邦はこの義務を果たすやり方が異なっていた。戦争中は財政を保つことや兵士の士気を保つことが常に問題であった。この時点ではまだ13植民地がそれぞれ独立した邦という色彩が強く、1781年3月1日から大陸会議を引き継いだ連合会議でも、課税権を持たず、対外通商および諸邦間の通商を規制する権限、常備軍を保持する権限もなかった。また各邦からの拠出金によって運営されていたために、連合規約の時期のアメリカ合衆国の財政基盤は脆弱なものであった。輸入税が独自の歳入源として挙げられたが、それを実現するための各州の賛成は得られなかった。このような時期にロバート・モリスが財政最高責任者となり、1782年に合衆国に設立許可された最初の金融機関、バンク・オブ・ノースアメリカ（Bank of North America）を創設した。モリスは歳出を減らす幾つかの改革を行い、競争入札の利用、出金手続の締め付け、および連邦政府が各邦と金や物資の負担を分け合うよう要求することで政府の支出を大きく減らした。
執行力の不足した連合会議ではあったが、フロンティア開拓に関わる2条例を定めることに成功した。1785年の公有地条例は、北西部領土（オハイオ川、五大湖、ミシシッピ川に囲まれた地域）の連邦所有地の測量、分配の方法を定めたものであった。この方式は、後の合衆国憲法下の政府にも引き継がれ、公有地売却という連邦政府の重要な収入源の基礎となった。また1787年の北西部条例は、北西部領土について暫定的な統治方法を定めたものであった。北西部条例では、北西部領土に将来的に3ないし5の準州を組織して、自由人口が6万人に達したときに旧来の邦と対等の資格で連邦に加入できることも定めた。

## 新国家

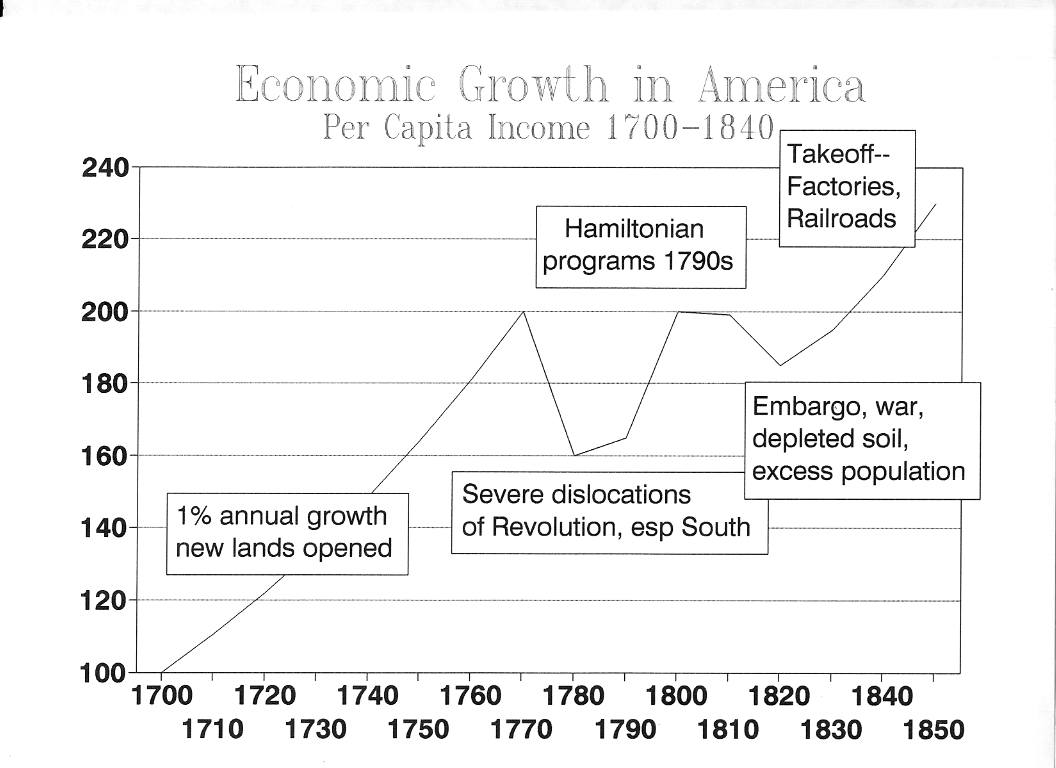
図1.経済成長の推移、1700年-1850年

1787年にアメリカ合衆国憲法が採択され、国全体が一つになり、共通の市場、すなわち州間の交易には国内の関税や税金が無くなった。それでも1790年に行われた第1回国勢調査では、総人口はわずか393万人、ニューヨーク市の33,000人が最大で、1万人以上の都市は5つしかなかった。広大な土地にこの人口では経済的にヨーロッパ列強に太刀打ちできる状態ではなかった。アレクサンダー・ハミルトンは初代財務長官としてたいへん広い見解を持っており、連邦政府の権限がおよぶ範囲が大いに議論された。ハミルトンは富裕で政治に関心のある階級（政府を健全な状態に保つことに関心があった）に保有される国債を元に強い国の信用を造り上げ、また輸入品にかける関税で資金を集めた。ハミルトンは、アメリカ合衆国が多角的な船舶運用、製造および金融を通じて経済の成長を追求すべきと考えた。政府の支出に資するために保護関税のような手段を提案したが、ウィスキーに掛かる税金には西部（この時代は現在の東海岸の西部山岳地）の農夫達が強く反発した（ウィスキー税反乱）。1791年には議会に働きかけて第一合衆国銀行（現シティグループ）を創設する認証を得た。その公認期間は1811年まで続いた。
トーマス・ジェファーソンとジェームズ・マディソンは強い中央政府に反対した（その結果ハミルトンの経済政策の大半に反対した）が、ワシントン政権で広大な権限と強い政治力を発揮するハミルトンを止めることはできなかった。しかし、1801年ジェファーソンが大統領になり、ジェファーソン流民主主義と呼ばれるより分散的で農本的な民主主義を推進するように変わった。この考え方は危機感に裏打ちされていた。1803年末に外国が連邦債務の約56%（4870万ドル）を保有していたのである。アメリカは英仏の対立に乗じて、戦争をしている両大国に食料や原材料を輸出し、国内市場とカリブ海の植民地の間で商品を輸送することから利益を生み出そうとした。マディソンはジェファーソンの後を受けて大統領となり、合衆国銀行の公認が1811年に消滅するままにさせた。しかし、アメリカの海運に対するイギリスの干渉が続いていたことなどに端を発した米英戦争が国定銀行の必要性を証明することになった（連邦負債総額1億1960万ドル）。ここでマディソンは立場を変えた。第二合衆国銀行は1816年に、20年間の公認期間で創設された。1818年、外国は連邦政府債務9900万ドルの約26%を保有したが、およそ半分がイギリス投資家に保有されていた。

## 拡張と成長

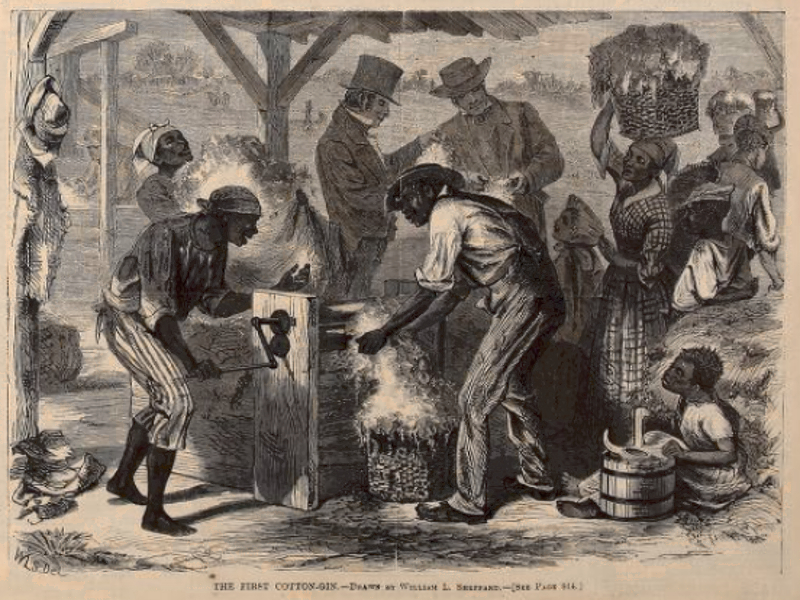
"最初のコットン・ジン"、1869年の想像図。最初のコットン・ジンは1826年ギブソン郡につくられた。

1803年のルイジアナ買収により、西部の農夫達はミシシッピ川を重要な水路として使うことが可能となり、合衆国の西部辺境からフランス人を追い出すことで開拓者は広大な農地の拡張が可能となった。グレートプレーンズをふくむ同地域は世界の大穀倉地帯に成長していった。一方、綿花は当初南部での小規模作物だったが、イーライ・ホイットニーが1793年に綿花原料から種とその他の廃棄物を分ける機械であるコットン・ジンを発明した事によって盛況となった。間もなく奴隷労働に基づく大規模プランテーションが両カロライナ州からテキサス州にかけての肥沃な土地に拡がった。
毛皮貿易で一大資産を築いたアメリカ毛皮会社の所有者ジョン・ジェイコブ・アスターは、その事業から撤退した後に、ニューヨーク市のマンハッタン地区を買占めて開発し、アメリカ合衆国では最初の大富豪になった。

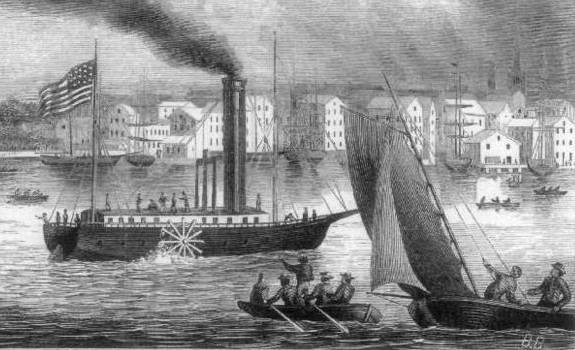
フルトンの外輪蒸気船クラーモント号

1807年、ロバート・フルトンがハドソン川で外輪蒸気船クラーモント号を試運転して、オールバニまで遡った。これが蒸気船の実用化に拍車を駆けて、水上交通に急速に普及していった。1818年には帆船によるニューヨーク・リヴァプール間の大西洋定期航路が開かれ、1838年からは蒸気船も加わり、1848年から蒸気船による定期航路も開かれて、ヨーロッパへの往来が速くなり、安全性も増した。
多くの者がアメリカ合衆国中西部のより肥沃な農地に移って行った。カンバーランド道路（1818年）やエリー運河（1825年）など政府が創設した道路や水路によって新しい開拓者の西部への移住を促し、西部農場の産品を市場に送ることが可能になった。ヘンリー・クレイのアメリカ・システムを支持したホイッグ党は内陸の改良（道路、運河、港）、産業の保護、および強い国定銀行の創設を提案した。しかし、ホイッグ党の法制化計画は民主党に遮られた。
1816年、ナポレオン戦争終了により英国が軍用衣料用に契約した毛織物を投げ売り、米連邦政府は毛織物業者・国内商人の圧力での英船入港と英製品輸入を制限、英は報復に米船のカリブ海英植民地への穀物輸送を実質禁止、農家はカリブ海市場を失い、小麦価格も下落、打撃をうけた。これを米国最初の恐慌とする見方もある。続いてその打撃が回復しないまま、1819年には農家は地元商店に債務を返済できず、商店は都市部業者への支払いが滞ることとなり、恐慌となった。やがて北部ではカナダの製粉業者を通して小麦をカリブ海市場に売るという抜け道をとったものの衰退していき、南部では小麦・米の生産が奴隷制綿花栽培に転換していった。
この時代のアメリカは保護貿易政策を強化し、国内産業の育成を進めた。1824年関税法は商品の価格に応じて35%という高い関税率を定めた。1828年関税法では鉄などの原材料の課税額を重くした。しかし、綿製品等の輸出に頼っていたサウスカロライナ州など南部は、相手側の対抗措置で輸出ができなくなると反発し、1832年関税法でもその状況が改善されなかったために、サウスカロライナ州ではこれらの関税が州内では無効となることを宣言した。無効化の危機と呼ばれるこの紛争は、後の南北戦争の伏線となった。
第二合衆国銀行や英国の当時の七つの大銀行が英国投資家から得た資金を為替手形を通して米の地方小銀行に融資、銀行は奴隷商人や南部の綿花農園に短期で貸付、取引が回っていた。そのためイングランド銀行の金利次第で影響が大きかった。アンドリュー・ジャクソン大統領（在任1829年-1837年）は、政敵の固定化した利益のためになると信じた第二合衆国銀行に反対した。ジャクソンは2期目に選ばれたときに1836年の合衆国銀行公認期間の延長に反対し、議会もこれを支持した。ジャクソンは政府資金の預託先を合衆国銀行から民主党系の州公認銀行に変更、農民が土地管理局から買い取った土地代金のローン返済に銀行から融資を受けることを禁じ、紙幣の流通にも反対して政府の得るべき金は金貨と銀貨で支払われるべきであると要求した。金需要は供給を上回ることとなり、イングランド銀行は自国の金が米国に流出する状況となったため、金利を引き上げ、七行の国際為替取引を一時停止した。1837年恐慌が始まり、3年間経済の成長を止めた。期間延長を働きかけたヘンリー・クレイは1824年にギリシャ独立戦争でギリシャ側を支援した。延長問題は国際問題であった。1838年までに各州債務残高は1億7200万ドルにのぼった。ルイジアナには外資が集中投下されていた。州債はマーチャント・バンクが引受けることにより発行されていた（私募債）。公債市場の役者は、たとえばロスチャイルド、ベアリングス銀行（米英戦争から第二合衆国銀行と親密化）、ホープ商会、オーバレンド・ガーニー（現バークレイズ）、サミュエル・ロイド（Samuel Jones-Loyd, 1st Baron Overstone）であった。恐慌ではシティ・オブ・ロンドンが資金を供給しきれず、欧州へ資金を頼った州も続出したので、5年間で7州が州債の償還不能に陥った。1848年革命まで国際的な不況が続いた。南部の大農園主は借金を逃れるため農場を放棄し当時独立国であったテキサス共和国に逃れ、各地で商店閉鎖やメーカーの倒産が相次いだ。
鉄道は財務と進歩した管理技術を持つ都市工業国家への転換を可能にすることで、アメリカ経済に決定的な影響を与えた。鉄道が「不可欠な」ものであるかどうかを問われたとき、全ての人は事実上大変重要であることに同意したが、それではそれが無かったときどうだったろうか？ ロバート・フォーゲルは代案は存在した、実現されることの無かった運河の仮想のネットワークであるとしている。存在しなかった運河と比較して、鉄道は合衆国の国内総生産 (GDP) に5%を追加しただけだと、フォーゲルは主張している（1820年代と1830年代に多くの運河が建設されたが、エリー運河は別として大半が破産した）。プラス面を見ると、鉄道は大規模な事業を運営する現代的手法を発明させ、全ての大企業が基本的に従う青写真を創出した。鉄道は最初に、管理の複雑さ、労働組合問題および競合の問題に遭遇した。これら急激な革新のために鉄道は最初の大企業となった。
何度か恐慌や不況を経験しながらも、19世紀中の急速なアメリカ経済の成長は留まらなかった。長期にわたる人口の増大、新しい農地への拡張および新しい工場の建設が続いた。新しい発明や資本の投入によって新しい製造業を創出し経済成長をもたらした。輸送力が改善されると常に新しい市場が開けた。蒸気船は川の交通を速く安くしたが、鉄道の発展はもっと大きな効果があり、広大な新しい領土を開発することを可能にした。運河や道路のように鉄道は初期の建設段階で土地の払い下げという形で政府の大きな援助を受けた。しかし、他の輸送形態とは異なり、鉄道は国内やヨーロッパの民間資本も大量に受け入れた。
それでも成長の展望と海外投資が組み合わさり、金鉱の発見やアメリカの公的および民間の富が大きく関与したこともあって、大規模な鉄道システムを発展させることが可能になり、国全体の工業化の基礎となった。
|                                                                                         | 1850年 | 1860年 | 1870年 | 1880年  | 1890年  |
| --------------------------------------------------------------------------------------- | ------ | ------ | ------ | ------- | ------- |
| ニューイングランド                                                                      | 4,011  | 5,856  | 7,190  | 9,571   | 10,930  |
| 大西洋岸中部                                                                            | 5,123  | 10,728 | 17,542 | 25,395  | 34,458  |
| 南部州                                                                                  | 3,258  | 14,141 | 17,907 | 23,645  | 46,734  |
| 西部州と準州                                                                            | 2,042  | 18,240 | 39,339 | 84,142  | 99,830  |
| 太平洋岸州と準州                                                                        |        | 37     | 2,683  | 6,528   | 15,686  |
| 合衆国合計                                                                              | 14,434 | 49,002 | 84,662 | 149,282 | 207,638 |
| SOURCE: Chauncey M. Depew (ed.), One Hundred Years of American Commerce 1795–1895 p 111 |        |        |        |         |         |

産業革命は18世紀遅くに北ヨーロッパで始まり、19世紀初期にはアメリカで急速に広まった。例えば紡績機など工場生産を行うための機械は元々イギリスを始めヨーロッパで製作されたが、アメリカはこれを自国で生産できるように模倣と工夫を重ね、機械を作るための工作機械を持つ工場も現れた。1840年代後半にリボルバー拳銃を大量生産して富を築いたサミュエル・コルトは、1830年代に既に武器なればこそ必要とされる互換性のある部品という概念を持って製造を始めていた。製造ライン、大量生産の原型が既にこの時代に誕生していた。またコルトは特許権を事業にした者としても先駆的存在だった。
1846年のオレゴン条約でイギリスとの境界問題を片付け、翌年、米墨戦争に勝利したアメリカは、太平洋岸の出口をしっかりと確保した。カリフォルニアやコロラドでの金鉱発見が続き、西部は東部からの移住者で人口が急増し発展を始めた。以前から大西洋で盛んだった捕鯨が北太平洋での新たな産業になった。折から清国との貿易を求めていたアメリカは途中にある日本に薪、水、食料の補給拠点を求めた。1853年、マシュー・ペリーの率いる黒船船隊が浦賀沖に現れ、翌年の日米和親条約で日本は開国した。
エイブラハム・リンカーンが大統領に選ばれた1860年までに、アメリカの人口の16%は2,500人以上が居住する都市に住み、国の歳入の3分の1は製造業から上がった。都市型製造業は主に合衆国北東部に限られていた。綿布製品が主導的製造業であり、靴、毛織物および機械類も拡大した。多くの新しい労働者が移民してきた。1845年から1855年の間に毎年30万人ほどのヨーロッパ人が移民してきた。その大半は貧しく東部の都市に留まり、そのまた多くは到着した港湾市にとどまった。
1852年、N・M・ロスチャイルド&サンズが米国鉄道債に初めて投資した（ペンシルベニア）。
1853年、米財務省によると外国が州債の38%を保有していたが、某銀行によると58%にのぼった。財務省の推計によると、州債務の外国人保有割合はルイジアナで83%、アラバマ州で98%、ペンシルベニア州で66%、マサチューセッツ州で63%、メリーランド州で55%だった。

## 南北戦争とレコンストラクション: 1860年代

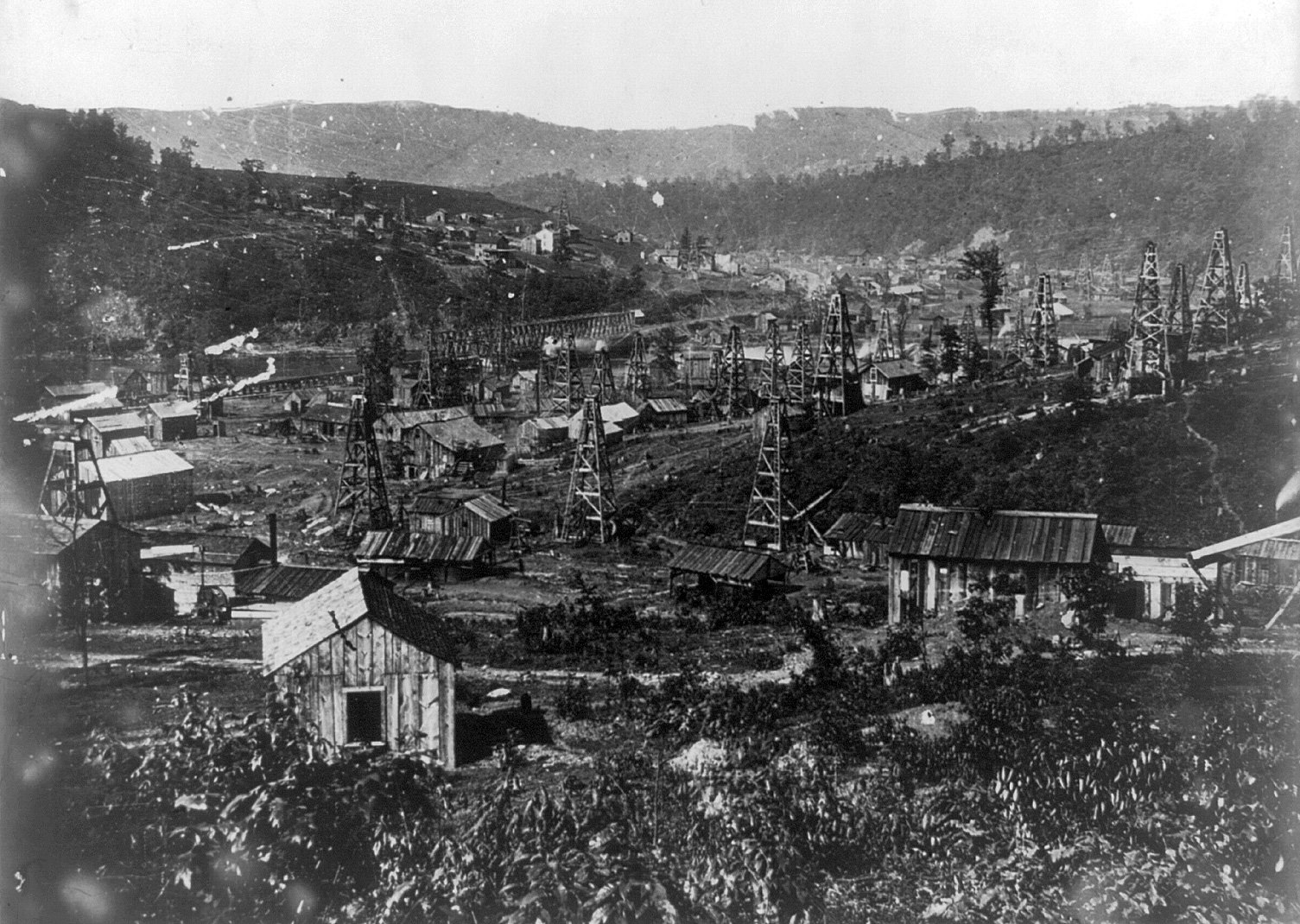
アメリカ石油産業史初期の油井、ペンシルベニア州、1864年

北部が人口と製造業で急速に拡大していたのに対し、南部は田園地帯のままであり、資本や工業製品は北部に依存していた。奴隷を含む南部経済の利益は南部が連邦政府を支配する限りにおいてのみ政治力で保護されていた。しかし、人口の少ない南部が合衆国全体をリードしていくには限界があった。1856年に結党された共和党は工業化された北部を代表した。1860年、共和党とその大統領候補エイブラハム・リンカーンは奴隷制の拡大を終わらせ、その代わりに工業、商業および事業の拡大を要求した。1861年には保護関税の採用をうまく取り付けた。1862年、最初の大陸横断鉄道が認可された（1869年開通）。1864年、南北戦争の戦費を賄うために国法銀行制度が設立された。どの都市にも「ファースト・ナショナル銀行」が設立され、その多くは現在も残っている。ニューヨークのそれは、後にジェイコブ・シフの縁戚が経営した。
北部が南部に比べて工業が進歩していたことは南北戦争（1861年-1865年）での北部勝利を確保させたと見られている。北部の勝利で国の運命とその経済システムを封印した。奴隷労働の仕組みは廃止された。綿花の世界市場価格は急落し南部の大規模プランテーションは利益を生まないものになった。綿花1ポンドの価格は南北戦争終戦時の1ドルから、1870年代平均の20セント、1880年代の9セント、1890年代の7セントと急落していった。1898年までに、1ポンド当たり5セントまで落ち込み、綿花を生産するコストは1ポンド当たり7セントだった。北部の工業は南北戦争の前やその間も急速に拡大し急増した。工業資本家達は社会的および政治的事情を含み国民生活の多くの面を支配するようになった。
南部の荒廃は甚大であり、住民の貧窮が続いた。白人の収入は下落したが元奴隷の収入は上がった。レコンストラクションの間、鉄道建設が大いに奨励された（多くが破産もした）が、南部は綿花への依存が続いた。元奴隷は賃労働者、小作人あるいは分益小作人になった。これには多くの貧乏白人も加わり、経済よりも人口の方が速く成長した。1940年代までは、重要な製造業と言えば両カロライナ州の繊維工場とアラバマ州の幾つかの製鉄業ぐらいだった。
共和党急進派のレコンストラクション政策は、自由黒人（解放奴隷） やスキャラワグ（Scalawag, 南部の再編入を支持した南部白人）、カーペットバッガー（Carpetbagger, 南北戦争後に南部にやってきた北部人） らが連携し主導権を持つ州で持続し、鉄道や公立学校の建設を通じた南部の産業・社会の再建と近代化を進展した。しかし彼らは1870年以後、保守的な民主党の派閥で自らをリディーマー（Redeemer, 共和党急進派に対する反動として北部に対抗した保守的な南部人） と呼ぶ反対勢力によって各州の政権を奪われることになった。以上は国内経済に関する説明である。
戦時中、輸出品目が農産物から単価のより高い工業製品となってゆき、またインフレも加速したので売り手は買い手に早期決済を求めた。売り手は応じてもらえるよう代金を割引いていたが、製品の競争力となったので、インフレが止まってからも割引がつづいた。くわえ輸送手段が充実するにともない、サンプル品による営業が一般化した。こうした事情により、売掛金勘定を設けて早期に現金・小切手決済を求める商習慣が定着した。この手法は次節で述べるような大企業の販売戦略となった。その傾向は1873年恐慌から著しいものとなった。なぜなら、銀行に融資を渋られると売掛債権で自己金融するしかないからである。
恐慌はジェイ・クック銀行（Jay Cooke & Company）が同年9月に破産したことで引き起こされた。この銀行は南北戦争中に米国債を売り、1871年の政府の合衆国債借換に関与し、1873年に欧州でノーザン・パシフィック鉄道債の販売を企画していた。クック社はイギリスとドイツ帝国の資金を集めようとして失敗した。事件にもかかわらず、翌1874年にアメリカの鉄道証券はロンドンとアムステルダムで大量に販売された。担保証券として保有された証券は、レポ債務がデフォルトすると競売にかけられ、イギリスやスコットランドの投資信託が買い叩いた1852年、N・M・ロスチャイルド&サンズが米国鉄道債に初めて投資した（ペンシルベニア）。国際商品価格の急変動があり、その影響を指摘する見解もある。

## 金ぴか時代: 1865年-1900年
南北戦争中の1864年に国法銀行制度が生まれ、役員から非居住者を締め出したが、しかし外国株主の参入は制限しなかった。州法銀行には税金を課して国法銀行への転換を促したが、1880年以降は規制緩和で州法銀行が増加した。外銀は規制の厳しかったニューヨーク州以外の州に多くの支店を設置してコルレス網を組んだ。1875年、香港上海銀行のサンフランシスコ支店が設立された。外為取引と銀塊購入に特化し、チャイナタウンに居住する何千万人もの中国人が母国へ送金する仲介をした。1876年に設立されたサンフランシスコ決済取引所組合は、15会員のうち6会員が外資系であった。そこへ翌1877年ラザードが参加した。シカゴではモントリオール銀行が決済取引所に参加して、イリノイ州最大の銀行に成長していった。
南北戦争後の急速な経済成長は現代のアメリカ合衆国産業経済の基盤を造った。
1868年、最初のイギリス系投資信託会社が設立された。
1874年6月にロスチャイルドはジョゼフ・セリグマンと5%利付米国債4500万ドルを引受けた。続いて発行された米国債2500万ドルではジューニアス・モルガンらをシ団に加え、ロスチャイルドが55%を引受けた。N・M・ロスチャイルド&サンズは1873年から1877年までのロンドン市場において、少なくとも2億6700万ポンドの米国債発行に関わった。
1880年代までにアメリカは世界でも最も強力な経済大国としてイギリスに追いついた。新しい発見や発明の爆発が起こり、第二次産業革命と呼ばれる大きな変化に繋がった。鉄道は格段に営業キロを延ばし、重い貨車や機関車を造り、低料金でより多くの商品や人を運んだ。冷凍運搬貨車が使われるようになった。電話、蓄音機、タイプライターおよび電灯が発明された。20世紀になるまでに、自動車が馬に曳かせる荷車に置き換わり始めた。1851年に設立されたシンガー社は1867年にはイギリスに工場を建設し、ヨーロッパを市場にした。さらに1880年代までに世界中に支店網を広げて多国籍企業のはしりとなった。他にも機関車のボールドウィン社、タイプライターのレミントン社、電灯のウェスティングハウス社など19世紀中に海外で事業展開する会社が次々と現れた。
これらの成功と並行して国の工業インフラも発展した。石炭はペンシルベニア州から南のケンタッキー州までのアパラチア山脈で豊富に発見された。石油はペンシルベニア州西部で発見された。大規模な鉄鉱山が中西部の北、スペリオル湖地方で開業された。鉄を生産するためのこれら2つの重要な原料が得られる場所では製鉄所が繁栄した。銅と銀の大規模鉱山も開業され、鉛鉱山やセメント工場がその後を追った。
産業は外国資本によって近代化した。1880年代のイギリスでは投資信託会社が流行したが、1888年にスコットランドのダンディーで設立されたものは他社の成功モデルとなった（the Dundee Investment Company, and the Dundee Mortgage and Trust Investment Company）。概して業界ではスコットランドの方がイギリスよりも利益をあげた。同じくダンディーのロバート・フレミング（Robert Fleming）は大西洋を頻繁に渡航した。1890年にロンドンで設立されたものは（United States Trust and Guarantee Corporation, Ltd.）、英米創立者（法人ふくめ54と60）にウィリアム・ロックフェラー（William Rockefeller Sr.）がおり、設立当初の重役がすべてイギリス人で、その投資先であるアメリカ側の「助言委員会」にはジェームズ・スティルマンが参画した。
アメリカの経済性はプライス・ウォーターハウスなどの会計事務所が調べ上げた。ナイアガラフォールズ発電計画の調査を担当したエドワード・アダムズ（Edward Dean Adams）がロスチャイルドにエンジニアの派遣を要請したので、ロスチャイルドは時間をかけて人材を派遣した。アダムズは1893年から1914年までアメリカでドイツ銀行の代表を務めた。採算を担保する係累が網羅された。証券投資の利益を実現するため大量生産方式が発展した。フレデリック・テイラーは19世紀遅くに科学的管理法を編み出し、様々な労働者の動きを注意深く調べてその仕事をするための新しくより効率的なやり方を提案した。1910年以後大量生産はそれまでの水力に代わって工場の電化によって加速された。サミュエル・インサルはテイラーの手法を体現しながらシカゴの電化・合理化を推進した。

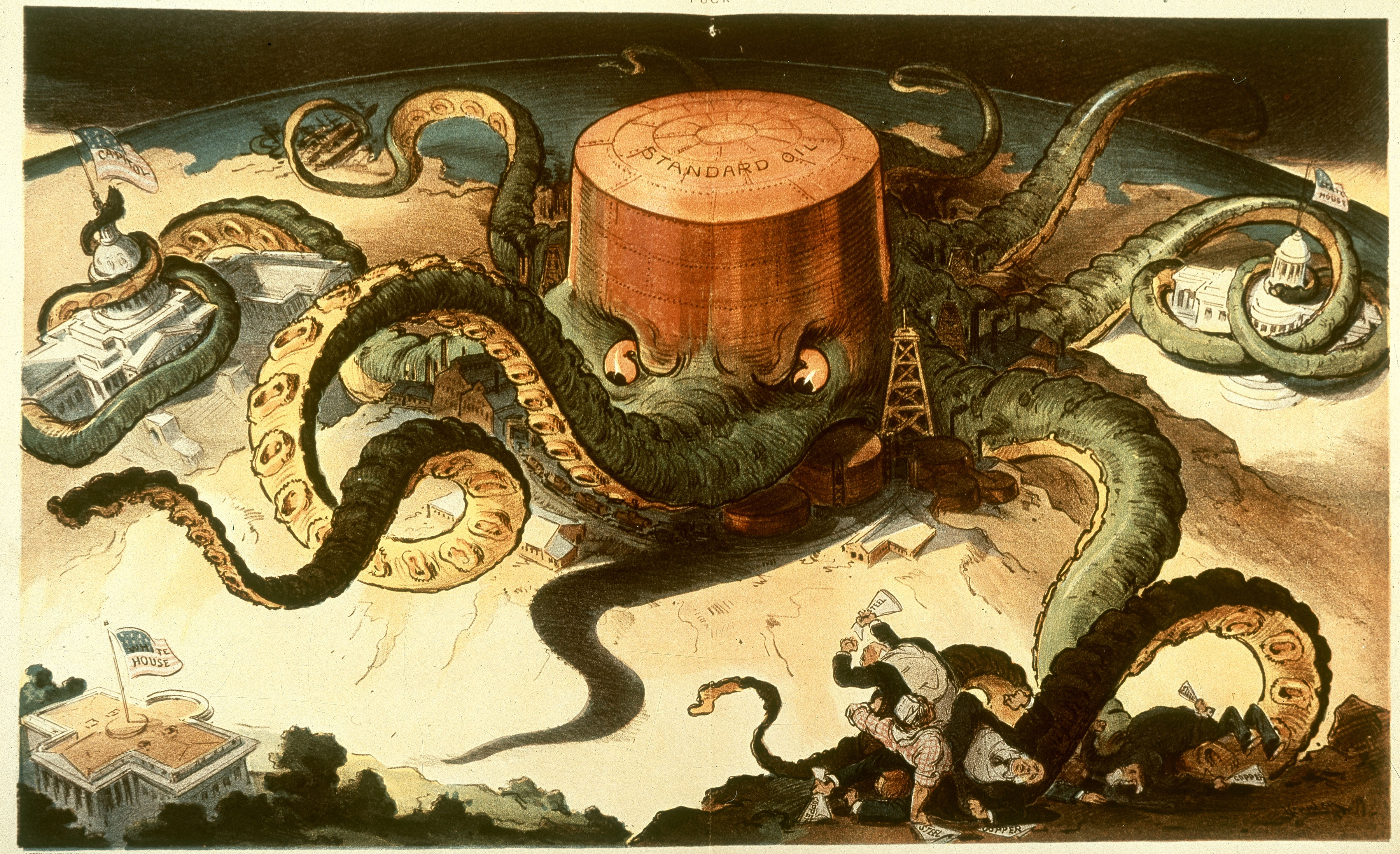
1904年の「次」と題する漫画。スタンダード・オイルを冷酷な蛸（たこ）として描いている

19世紀後半の金ぴか時代は大物実業家の時代でもあった。多くのアメリカ人は巨大な資産帝国を造り上げた実業家を理想化するようになった。その成功は、ジョン・ロックフェラーが石油に対してそうしたように、しばしば新しいサービスや製品に対する長期的潜在力を追求したことによっていた。彼等は激しい競争者であり、資産的な成功と権力を求めることでは直向きだった。ハーバート・スペンサーの社会進化論が時代の潮流となり、南北戦争後に長期間続いた共和党政権は、経済に対して自由放任を貫いたので、カルテルやトラストが強力な利益追求の手段となった。
ロックフェラーやフォード以外にも他の巨人として、鉄道で資産を築いたジェイ・グールド、金融業のJ・P・モルガン、鉄鋼業のアンドリュー・カーネギーがいた。大物実業家の何人かは当時の事業標準に対して正直だった。しかし、他の者は力、賄賂および策略を使ってその富と権力を獲得した。それが良きにつけ悪しきにつけ、事業の利益は政府に少なからぬ影響を及ぼした。モルガンはその私的および事業の生活を大きなスケールで展開した。モルガンとその仲間はギャンブルを行い、ヨットに乗り、贅沢なパーティを開き、宮殿のような家を建てた。モルガンはまた聖公会教会の指導者でもあり、世界でも最大級の美術品コレクターだった。対照的にロックフェラーやフォードのような人々はピューリタン的性格を表した。彼等は小さな町の価値や生活様式を保持した。教会に通う者として他者に責任感を持った。個人の美徳が成功をもたらすと信じた。労働と倹約が信条だった。後のその相続者達はアメリカでも最大の慈善基金を創設した。ヨーロッパの上層知的階級が一般に商業を軽蔑して見たのに対し、大半のアメリカ人はより流動的な階級構造のある社会で生活しており、熱心に資産形成という概念を抱いた。彼等は事業のリスクと興奮を楽しむと共に、事業の成功がもたらす高い生活水準とその結果としてくる権力と称賛という報酬を楽しんだ。
ただしアメリカンドリームには外銀がつきまとった。ゴールドシュミット・ファミリーはエリー運河会社およびアトランティック鉄道（Atlantic and Great Western Railroad）と関係があったし、クラインワート（現ソジェン）はゴールドマン・サックスと親しかった。外銀のドレスナー銀行はモルガンと関係を深めた。1870年代からドイツ銀行は、ケーブル、鉄道、海運といったインフラ事業へ大規模な投資を行っていた。1895-6年にはモルガンと共同で連邦政府債券を市場化させるシンジケートに参画した。BNPパリバの前身諸行もアメリカの鉄道債券発行に参画していた。
アメリカ合衆国政府は、自由放任とは言いながら、外に対しては産業界を保護するために繰り返し関税率の引き上げを行った。これはアメリカがGNPでイギリスを追い越して世界一となった後も、一時期を例外として第二次世界大戦が終わるまで続けられた。

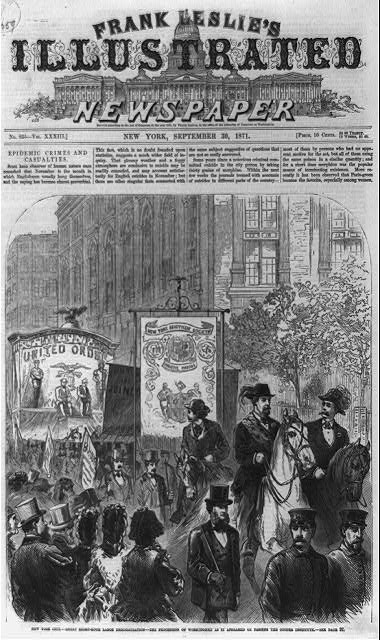
ニューヨークにおける8時間労働要求デモ、1871年

アメリカの労働運動は1869年の最初の意義有る労働組合であるナイツ・オブ・レイバーで始まった。ナイツは1880年代に潰れ、サミュエル・ゴンパーズの下にアメリカ労働総同盟 (AFL) として束ねられた強力な国際的組合に置き換えられた。AFLは社会主義を拒否し、雇用主達とより高い賃金やより良い労働条件について交渉した。組合の成長は1900年まで鈍かったが、その後第一次世界大戦中にピークを迎えた。
この時代の西部フロンティアは1862年のホームステッド法成立や1869年の大陸横断鉄道開通もあって急速に西に移っていった。ホームステッド法は一定の条件を満たした者に160エーカー（約 65 ヘクタール）の未開墾の土地を無償で払い下げる制度だった。それまでアメリカ合衆国政府は獲得した領土を公有地として民間に売却することで財政を補ってきたが、労働運動の草分け的存在であるジョージ・ヘンリー・エヴァンズ、北部の新聞編集者ホレス・グリーリー等が1840年代から無償化の提案を続けていた。ここへ来て財政的に安定したことや反対していた南部州が脱退したこともあって無償化に踏み切った。東部からの移住者や南北戦争の敗北であぶれた南部の住民が西部に入り、一時は無法化した地域もあった（西部開拓時代）。ホームステッド法は1976年で打ち切られ（アラスカ州のみ1986年まで）この間に払い下げられた土地は160万件、その面積は2億7000万エーカー(108万平方キロメートル）で、アメリカの国土の10%に達した。1890年には国勢調査局長が、フロンティア・ラインと呼べるものがなくなったことを国勢調査報告書に記載し、フロンティアの消滅が宣言された。歴史家のフレデリック・ターナーは、フロンティアと合衆国の民主主義・国民性を関連づけて論述した（フロンティア学説）。
伝統的な農業を近代化する改革者達は1867年に農民共済組合運動を始めた。連邦政府による土地払い下げによって各州は農業大学を創設し、農夫に近代的技術を実演して見せる農業相談員のネットワークができた。1890年代の小麦や綿花の農夫達はポピュリスト運動を支持したが、銀の自由鋳造やインフレーションの要求は失敗した。その代わりに1896年の選挙では金本位制と息の長い工業化計画を国に認めさせることになった。

## 進歩主義の時代: 1890年-1920年

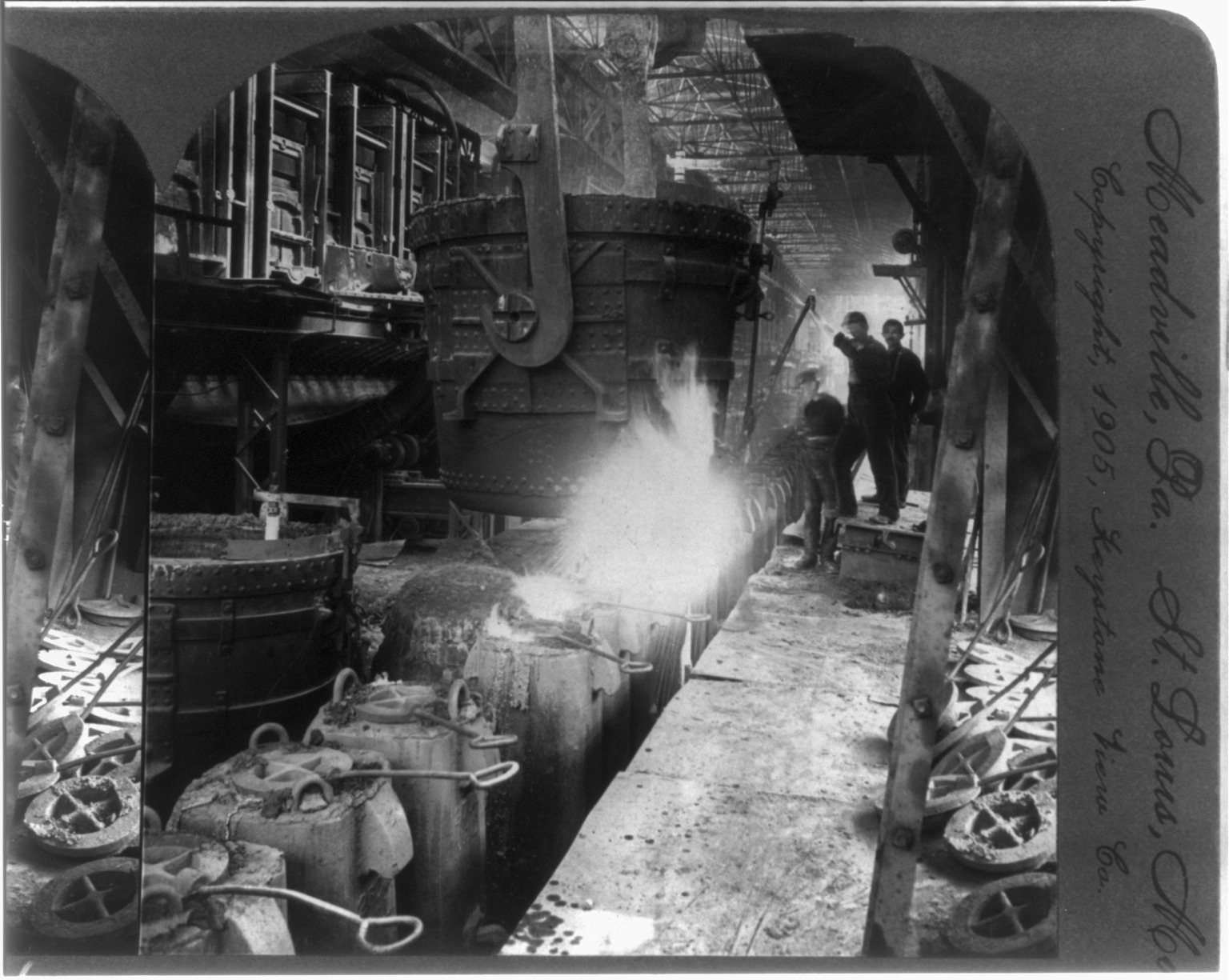
1905年の製鋼労働者、ペンシルベニア州ミードビル

アメリカ合衆国史の初期段階では、大半の政治指導者は連邦政府が輸送分野を除いて民間部門に深く関わるのを避けてきた。概して自由放任主義の概念を受け入れ、法と秩序を維持すること以外、政府が経済に干渉することに反対することを原理とした。この姿勢は19世紀後半に変わり始め、小企業、農園および労働運動が彼等のために政府による干渉を求めた。
世紀の変わり目までに中産階級が成長し、事業特権階級にもまた中西部や西部における農夫や労働者のやや急進的政治運動に対しても疑念を抱くようになった。進歩主義と呼ばれるこれらの人々は商習慣に対する政府の規制に賛成し、その心の中で競争と自由な創業を確保しようとした。連邦議会は1887年に鉄道を規制する法（州間通商法）を法制化し、また1890年には大会社が単一産業を支配することを妨げる法（シャーマン反トラスト法）を制定した。
1893年、連邦下院は立法ルールを改正、議会運営を効率化し、権限を強化した。共和党はマッキンリー関税法を定め、租製糖の関税を撤廃する一方、一般の輸入品関税を一気に引き上げ平均38%が50%となった。輸入や産業の減退を招き不況となり、連邦政府の歳入は減少、２年足らずで財務省の金準備は払底、金本位制の廃止を懸念した外国の政府・金融機関がドル価値の下落を恐れて保有する米国の債券を特に鉄道会社の社債を中心に売却された。
前任のマッキンリーが暗殺されて昇任した共和党のセオドア・ルーズベルト大統領は、多国籍企業の利権を中南米に対する棍棒外交によって拡充しようとした。1907年恐慌の前後数年間にアームストロング調査委員会が多国籍企業の国益無視を厳しく批判した。
1900年から1920年の間、法は厳格に執行されたわけではなかった。今日あるアメリカ合衆国の規制機関の多くはこの時代に創設された。例えば州際通商委員会や連邦取引委員会だった。マクレイカー（醜聞を暴く人）は読者に事業の規制を要求させるジャーナリストだった。アプトン・シンクレアの『ザ・ジャングル』（1906年）は1870年代に発展した巨大複合食肉加工場であるシカゴのユニオン・ストック・ヤーズの恐ろしさをアメリカ人に知らせた。連邦政府はシンクレアの本に反応して、新しい規制機関であるアメリカ食品医薬品局を創設し、純正食品・薬物法と牛肉検査法を成立させた。イーダ・M・ターベルはスタンダード・オイルの独占に反対する一連の記事を書いた。このシリーズは独占を崩壊させる道筋を開いた。

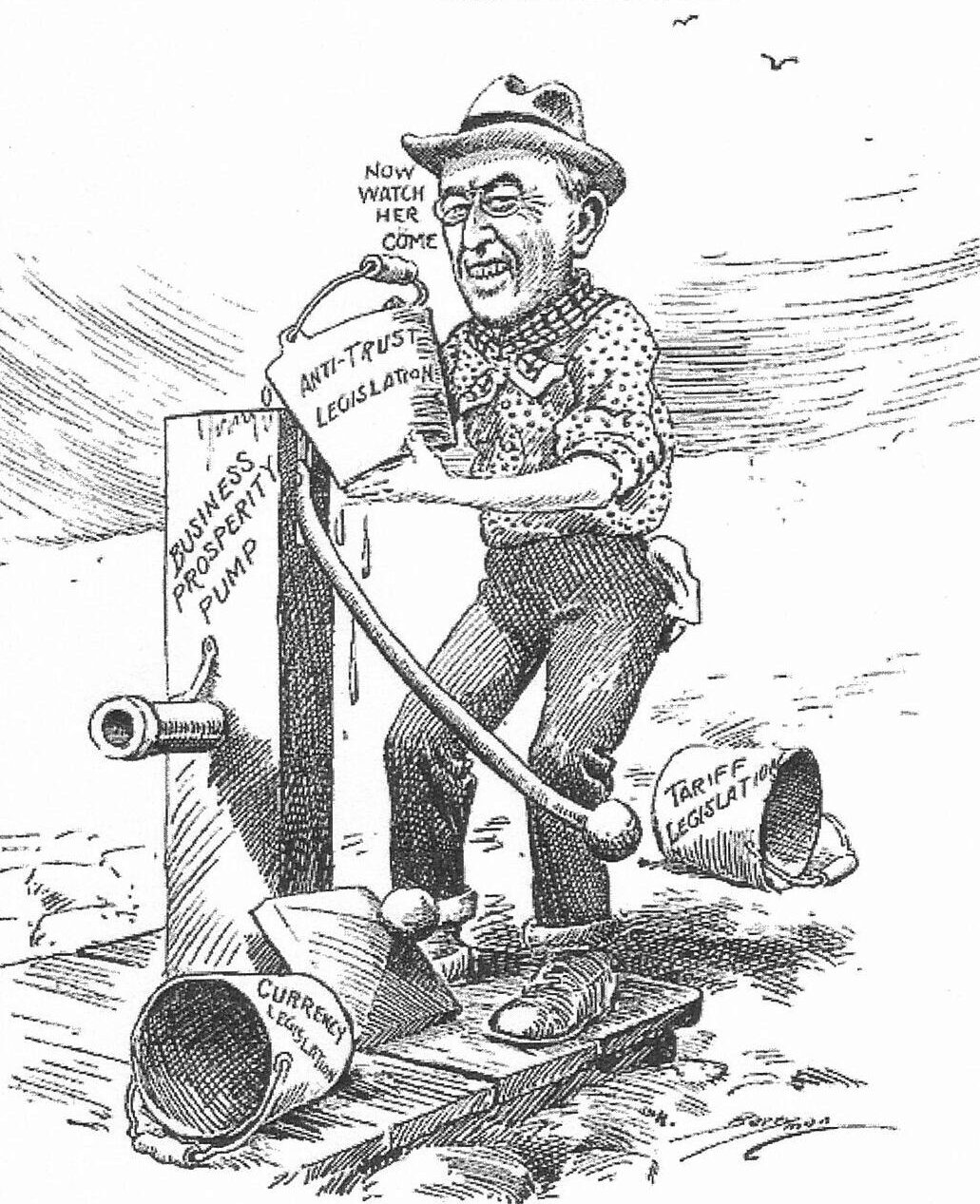
ウィルソン大統領が関税、通貨および反トラスト法を使って呼び水とし、経済を活性化させる様子を描いた政治漫画

1912年、民主党のウッドロウ・ウィルソンが大統領に選ばれ議会も民主党が支配すると、一連の進歩主義施策を採っていった。1913年、アメリカ合衆国憲法修正第16条が批准され、合衆国で所得税が制度化された。ウィルソンは長引いていた関税や反トラストの議論を解決させ、また連邦準備制度を創設した。連邦準備制度はジョン・モルガンなどのマーチャント・バンクがその設立を主導し、もって貿易金融を特権化したのであるが、ニューヨークの貿易環境は整っていたものとみられる。たとえば1908年、ベアリングス銀行のニューヨーク事業はキダー・ピーボディ（Kidder, Peabody & Co.）・ボストンの支店となった。
1913年、ヘンリー・フォードは流れ作業による組立工程を採用し、それぞれの労働者が自動車の生産において単純労働をすれば良いようにした。フォードは進歩主義の時代の発展から糸口を掴み、大変寛容な賃金、1日5ドル、を労働者に提供し、平均的な労働者が自社製品を買えなければ大量生産企業は生き残れないと主張した。しかし、賃金上昇は女性にまでは拡がらず、フォードは会社の社会科学部を拡張して労働者を観測させ、労働者が「悪質で安物のスリル」にその新しい報奨金を消費しないように仕向けた。1910年に1台950ドルだった自動車は1924年には290ドルになった。1920年代には年間125万台が量産された。

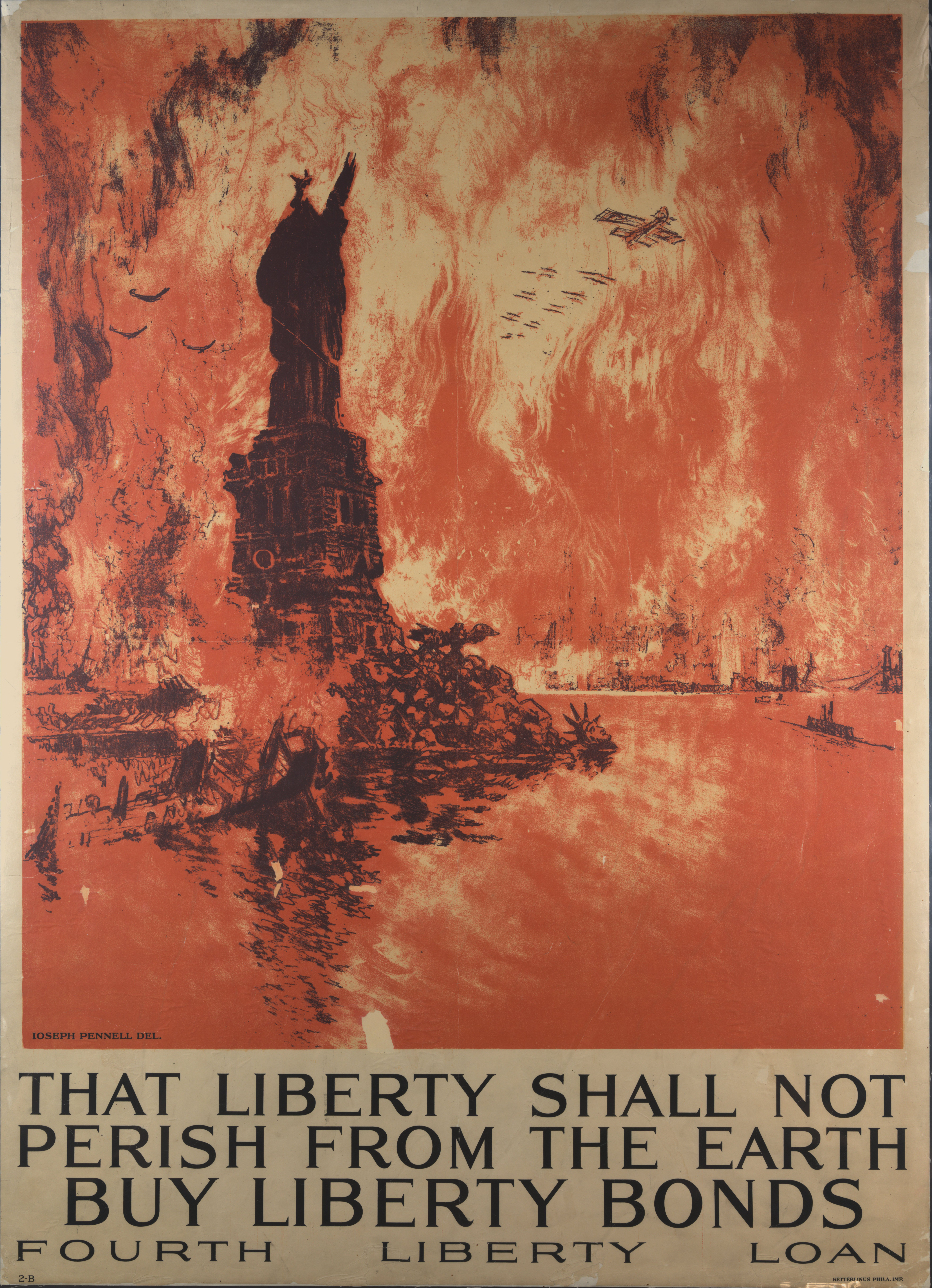
戦時国債購入を呼びかけるプロパガンダ

第一次世界大戦は連邦準備制度による銀行引受手形独占の問題を相対的に小さくし、アメリカ経済の構造を大きく変えた。
戦前のアメリカ経済はイギリス、ドイツを抜き世界一位の経済規模となっていたものの、内需依存であり、貿易依存度が低く純債務国であった。第一次世界大戦により、ヨーロッパ諸国が軍需品生産拡大に傾斜せざるを得ない状況となり、アメリカは鉄鋼や小麦の生産量・輸出量をともに拡大させていった。ヨーロッパ諸国は戦争継続のために、アメリカに投下していた資本を引き揚げ、対米債権を放棄・米国からの借款に依存せざるを得なくなり、大戦後の1919年にはアメリカは132.3億ドルの対外債権を保有することとなり、結果として、貿易黒字・債権国（資本収支赤字）の国家へと変貌していった。このことは、後に第一次世界大戦の賠償金要求に伴うルール出兵を誘発することとなり、ドーズ案、ヤング案で賠償金の減額がなされていくこととなった。
第一次世界大戦継続のために、国内経済の構造に変化が見られた。メリルリンチの前身企業（E. A. Pierce & Co.）で金融キャリアを積んだバーナード・バルークを長官として戦時産業局（en）が設置された。生産拡大、生産効率向上、労使紛争調停のために、戦時労働局（en）が設置され、間接的に労働者の組合加入を支援する一方、AFLも戦争に協力の姿勢を見せ、労使間の歩み寄りが行われ、労働組合員数も戦前と比べて増加した。また、1916年に鉄道労働者の一日8時間労働を規定したアダムソン法（en）が翌年に合憲と判断されたことで他の産業にも、一日8時間労働が波及していった。女性が戦時労働力として活用されるようになったが、戦後の社会的地位向上によって就労が定着した。このことが労働単価を引き下げたり、年金の積立を促したりする経済効果を生んだ。
アメリカが第一次世界大戦に要した戦費（当時の価格で260億ドルないし327億ドル相当、ヨーロッパ諸国への借款分が別に96億ドル）は連邦所得税（大戦前に改正されたアメリカ合衆国憲法修正第16条が機能する）、「自由を守るための戦争」と称した戦時国債（en）の発行によって賄われた。証券はソロモン・ブラザーズなどによって販売された。

## 狂騒の20年代: 1920年-1929年

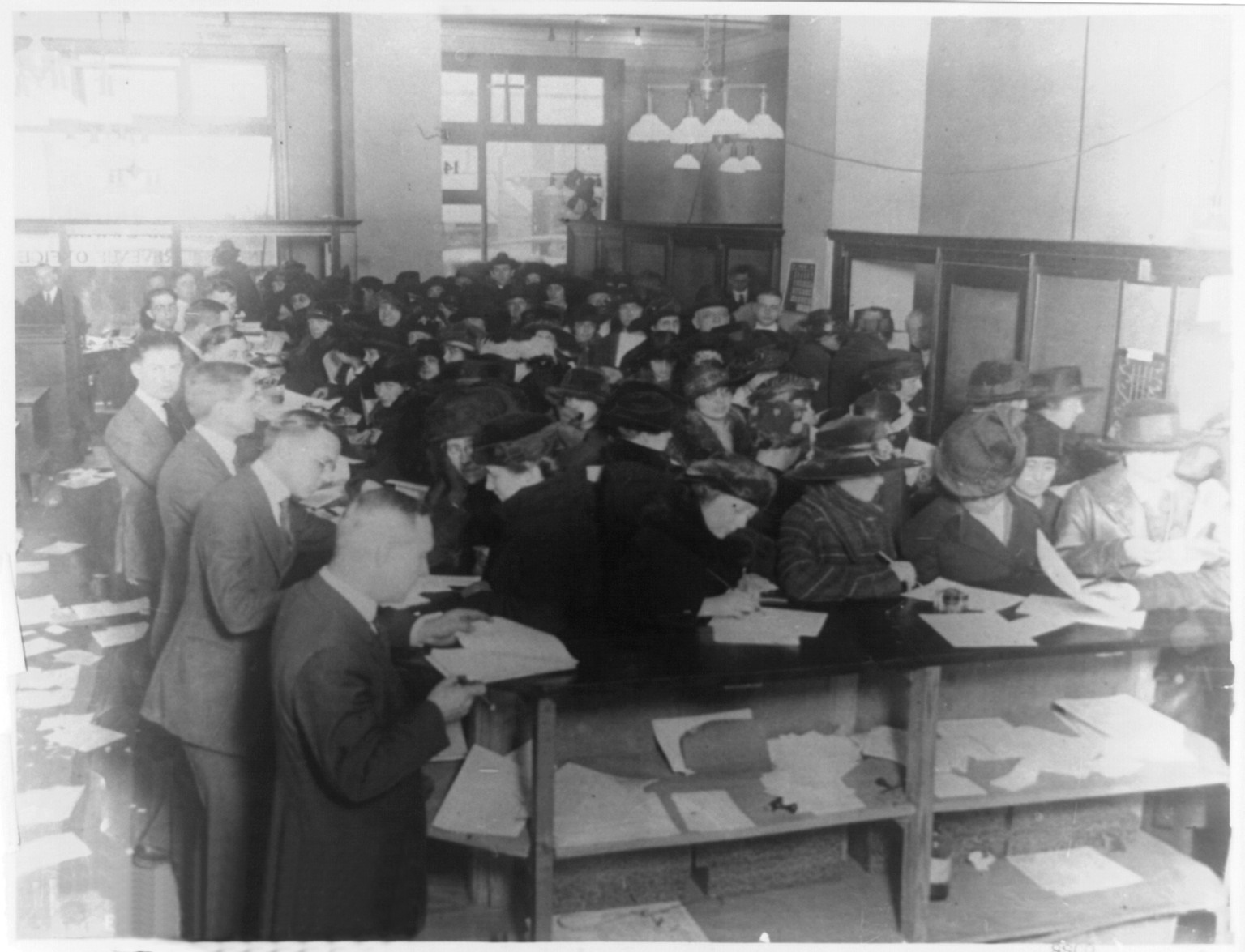
納税書に記入する人々、1920年

常態に復することと高い戦時税制の終了を要求した共和党のウォレン・ハーディング大統領の下で、財務長官アンドリュー・メロンは関税を上げ、他の税金を下げ、大きな歳入超過を使って1920年から1930年までに国の負債を3分の1まで下げた。1924年から1928年までの5ヵ年は世界のドル建て外債発行額は毎年10億ドルを超えた。そのうち1926年から1928年までの3ヵ年はラテンアメリカの発行額は毎年3億ドルを超えた。商務長官ハーバート・フーヴァーは商習慣を規制することで効率を導入するよう努めた。
この繁栄の期間は当時の文化と共に狂騒の20年代と呼ばれる。自動車産業の急速な成長によって石油、ガラスおよび道路建設などの産業が刺激された。観光産業が急拡大し車を持った消費者は買い物の行動半径が拡がった。小都市が繁栄し、大都市はオフィス、工場および住宅の建設で活況を呈し、かつてない10年間を過ごすことになった。電話や電気が都市部を中心に普及し、新しい電力事業が企業や日常生活を変えた。
一方、農村部ではそれほどでもなかった。
農夫は戦時の土地価格バブルの影響から回復出来なかったし、また、第一次世界大戦中に小麦の生産・輸出が拡大したことが尾を引いて、農産物余剰による農業価格下落・農業所得減少に苦しめられた。経済構造の変化からトラスト（企業合同）や持株会社による事業会社買収が進められ、買収資金調達のために株式や社債が相次いで発行された。また会社型投資信託が提案され、株価上昇につながった。
株価上昇が続く中、1929年6月には景気はピークアウトしていき、ついに10月24日、証券市場が崩壊し、1929年のウォールストリート崩壊の中で銀行が倒産し始めた。

## 世界恐慌: 1929年-1941年

カリフォルニア州のトラックで生活するミズーリ州からの移民。恐慌の間、職を求めて多くの失業者がカリフォルニア州に流れた。ジョン・スタインベックはその『怒りの葡萄』の中で労働者の状況を描いた。

連邦準備制度理事会は銀行が淘汰されるのをただ見ていた。脆弱な銀行システムの存在により、預金者は自分の預金を守ろうと不安に駆られ、取り付け騒ぎを起こした。一旦、取り付け騒ぎが起こると銀行の連鎖破綻の可能性もあり、銀行は預金に対する準備率を引き上げた。1930年から1933年3月までの間に4回の銀行恐慌が発生し、その間に現金・預金比率と準備・預金比率が上昇したため、貨幣乗数は低下、ハイパワードマネーの上昇にもかかわらず、貨幣乗数とハイパワードマネーの積である通貨供給量は1933年には1929年の3分の2の水準にまで落ち込み、物価を急激に下落させた。
ハーバート・フーヴァー大統領は、貿易不振を世界恐慌の原因とみなし、貿易振興の観点からフーヴァーモラトリアムを提唱し、第一次世界大戦の賠償金の支払い猶予を提唱したが一方で、大増税法案を通して落ち込む歳入を増やそうとし、保護主義のスムート・ホーリー関税法に署名したが、これはカナダ、イギリス、ドイツなど貿易相手国の報復を呼んだ。アメリカ経済は不況に陥った。1932年までに失業率は23.6%にもなった。状況は重工業、製材業、輸出用農産物（綿花、小麦、タバコ）および工業で悪かった。ホワイトカラーや軽工業ではそれほど悪くなかった。より影響を与えた主因については、この関税政策によるとする説、アメリカの通貨供給量とする説、証券の景気サイクルに求める説、ヨーロッパ各国が米国に負った戦争債務によるとする説等各種ある。

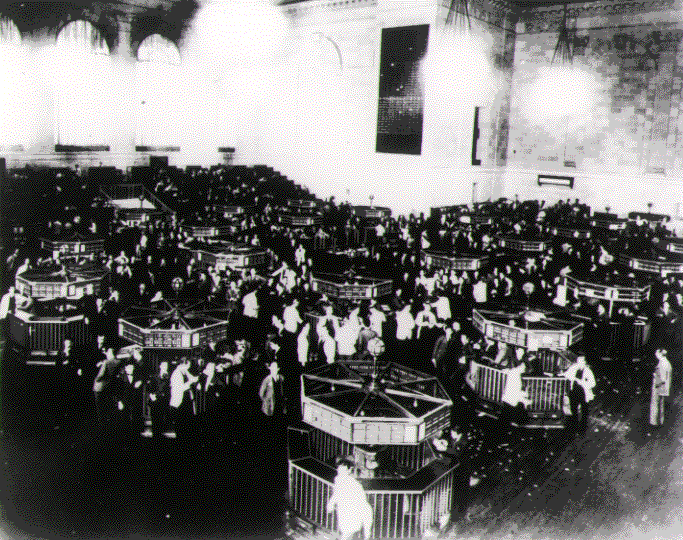
1929年崩壊後の証券取引所立会場

フランクリン・ルーズベルトは1932年の大統領選のキャンペーンに「3つのR - 救済、回復および改革」(Three R's - relief, recovery and reform.)を主唱し、彼はそのスピーチの中で“ニュー・ディール”の用語を造った。この大統領選は政策論争に終わらなかった。1932年3月4日からペコラ委員会が発足して暗黒の木曜日を引き起こした原因を調べ始めた。主催はニューヨークの検事補フェルディナンド・ペコラが務め、委員会の報告は連日新聞の一面を飾った。スキャンダルの嵐が吹き荒れ、一筋のかまいたちが全米の堪忍袋を引き裂いた。一つの銀行シンジケートにおいて、ジョン・モルガンの息子ジャックが1930年から3年間、また19人の仲間が1931年と翌年、連邦所得税を支払っていなかった。ジャックはイギリスで所得税を支払っており、先の19人は保有株の損失で税金の控除を受けていた。これら自体は何も違法性がなかったが、ジャック・モルガンがインサイダー取引に手を染めて、公開・上場前に株をまとめて引受け仲間へ安く売却していたことが分かった。所得税に関する情報は、インサイダー情報を共有するシンジケートの範囲や基盤に関係した。インサイダーの具体的内容はこうである。JPモルガンは主幹事として1929年にアレゲーニー・テクノロジー（リンク先は醜聞倒産してから再生をとげた後継企業）など3社の持株会社が発行した新株を引受けてコネクターに払い下げていた。アレゲーニーの場合、払い下げ価格が1株20ドルだった。コネクターはそれらを市場価格35ドルで売却した。コネクターには、カルビン・クーリッジ、ウィリアム・ウッディン、チャールズ・リンドバーグなどがいた。

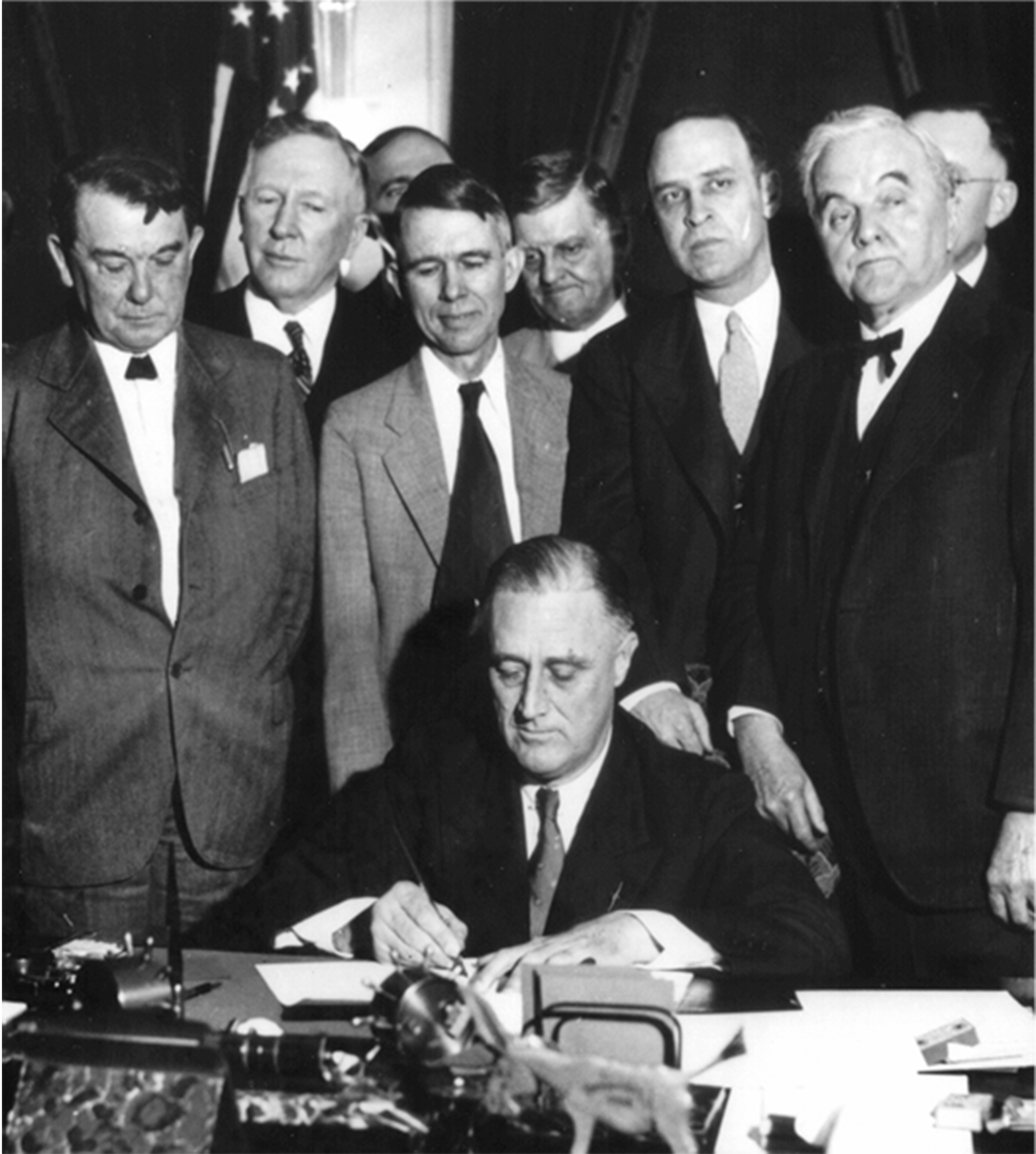
TVA法に署名するフランクリン・ルーズベルト

ルーズベルトは多様な助言者集団（ブレーントラスト）に大きく依存しており、彼等がニューディール政策と呼ばれる多くの計画で問題を解決していくことになった。1933年3月4日ルーズベルトが大統領に就任したその日、金融恐慌は全米に広がり、3月6日から9日までの4日間全米の銀行に休業命令が出された（バンクホリデー、モラトリアム）。ルーズベルトは就任から最初の100日間で重要法案を議会に承認させ、恐慌克服に動き出した（いわゆる「百日議会」）。農家経営の安定のために農業調整法（AAA）、失業対策のためのテネシー川流域開発公社（TVA）に代表される公共事業や連邦緊急救済法（FERA）、政府が企業経営に関与し、生産調整と価格の安定化により企業経営の改善を図る一方、労働者の団結権や団体交渉権を保証した全国産業復興法（NIRA）、また、金融制度安定のために、証券業務の規制を強化した1933年証券法、商業銀行と証券業務の分離や預金救済のために連邦預金保険公社（FDIC）の創設などを規定したグラス・スティーガル法（1933年連邦銀行法）等である。同法と証券取引委員会根拠法の立法事実として、ペコラ委員会の調査報告は国民の記憶に深く刻まれている。経済学上ニューディール政策は社会政策としての側面がしばしば強調される。しかし正しく評価するならば、前掲のウィリアム・ウッディンを例とするしがらみがありながら、証券界の腐敗という問題の核心には一応の措置を講じたものということになる。

アラバマ州で耕作する小作人、1937年

ニューディール政策は1933年の諸立法で完結しない。1934年全国住宅法（National Housing Act of 1934）に定めた条件で、連邦住宅局（Federal Housing Administration）が住宅モーゲージ貸付の債務不履行による債権者の損失を債務者の保険料で保険するようになった。この制度こそ恐慌の起因に作用した。保険対象は、全国住宅法第一章のリフォーム貸付と、第二章においては原則として203条 (b) 項の1-4家族用新築貸付であった。前者が保険する程度は融資額の20%（後に10%）であったが、当分保険料の徴収はなかった。後者は最初から保険料が徴収された。後者ではデータ蓄積に伴いモーゲージのリスク格付けが進んだ。これがモーゲージ証券化の端緒であった。そして連邦政府自らがモーゲージを流動化し第二次市場を形成しようとした。1935年に設立されたRFCモーゲージ・カンパニー（RFC Mortgage Company）と、1938年に設立されたワシントン国法抵当金庫（National Mortgage Association of Washington, 連邦住宅抵当公庫の起こり）が連邦住宅局保険モーゲージを購入した。商業銀行・相互貯蓄銀行（Mutual savings bank）・生命保険会社が保険制度の恩恵を受けた。貯蓄貸付組合は恩恵が少なかった。
国際経済面では1933年4月19日の金本位停止と平価の切り下げにより通貨価値の高騰はようやく安定を見せた。1934年1月には金平価を1オンス35ドルとする金準備法を制定した。南北戦争中から維持されていた旧平価1オンス20.67ドルは59%にまで切り下げられたのである。こうして金本位制から離脱しドル安方向に為替を誘導した。一方ではデフォルト続きのラテンアメリカ諸国と善隣外交を進めドルブロックを形成し、イギリスのスターリングブロック、フランスのフランブロック、日本の円ブロックに対抗した。
政府の支出はフーヴァー政権の1932年でGNP比8.0%から1936年にはGNP比10.2%に増えた。ルーズベルトが「通常」予算を均衡させる一方、緊急予算は国債で賄われ、国債は1932年GNP比33.6%からGNP比40.9%まで増えた。赤字予算が何人かの経済学者、中でも著名な者はイギリスのジョン・メイナード・ケインズによって推奨された。ルーズベルトはケインズに会ったが、その推奨には注意を払わなかった。統計図表を書き続けていたケインズと会った後で、ルーズベルトは「彼は政治経済学者というよりも数学者に違いない」と注釈した。ケインズもルーズベルトの爪の形が気になるあまり自分が何を説明したかよく覚えていなかったという。
失業対策事業や公共事業への支出がアメリカ経済を回復させるだけの刺激を与えたその程度、あるいはそれが経済に悪影響をもたらしたのかが今でも議論されている。経済の健全さ全体を国内総生産で定義するならば、アメリカは1934年までに回復軌道に乗り、1936年までに完全に回復したが、1937年不況で失業率は1934年の水準まで戻った。不況のさなかに『アメリカの60家族』という本が出版され、合衆国の独占的な経済構造を暴露した。
ブローダス・ミッチェルは「大半の指標が1932年夏まで悪化し、経済的にも心理的にも不況の底と呼んでいいかもしれない」と要約した。経済指標ではアメリカ経済が1932年夏から1933年2月まで底を突き、その後着実に急速な回復を遂げ、それが1937年まで続いたことを示している。工業生産に関する連邦準備制度指標は1932年7月1日に最低点52.8となり、実質的に1933年3月1日の54.3まで変化は無かった。しかし、1933年7月1日までに85.5まで達した（1935年から1939年の指標を100とする。これを2005年でみれば1,342となる）。ただし、こうした指標の値は必ずしも庶民の実感を伴ったわけではなかった。
| 表2: 世界恐慌の間のデータ        | 1929年 | 1931年 | 1933年 | 1937年 | 1938年 | 1940年 |
| -------------------------------- | ------ | ------ | ------ | ------ | ------ | ------ |
| 実質国内総生産 (GDP) 1           | 101.4  | 84.3   | 68.3   | 103.9  | 103.7  | 113.0  |
| 消費者物価指数 2                 | 100.00 | 88.88  | 76.02  | 84.21  | 82.46  | 81.87  |
| 鉱工業生産指数 3                 | 109    | 75     | 69     | 112    | 89     | 126    |
| 通貨供給量 M2（10億ドル）        | 46.6   | 42.7   | 32.2   | 45.7   | 49.3   | 55.2   |
| 輸出 （10億ドル）                | 5.24   | 2.42   | 1.67   | 3.35   | 3.18   | 4.02   |
| 失業率 （民間労働人口に対する%） | 3.1    | 16.1   | 25.2   | 13.8   | 16.5   | 13.9   |

図2: GDPの年額と長期傾向、1920年-40年、10億不変ドル
1936年の実質GDPは1932年のそれより34%高く、1940年の実質GDPは1932年の実質GDPより61%高くなった。それでいて失業率は徴兵令以前に9%を下回ることは無かったし、ルーズベルトが言っているように国民の3分の1は食べ物が少なく、粗末な住居に住み、衣服も足りていなかった。

1 単位:10億ドル。物価水準は1929年におけるドル価値基準

2 1982年-84年を基準とした都市部消費者物価指数を1929年＝100.00に換算。

3 鉱工業生産に関する連邦準備制度指標。1935年から1939年の指標を100とする。

## 戦時統制: 1941年-1945年

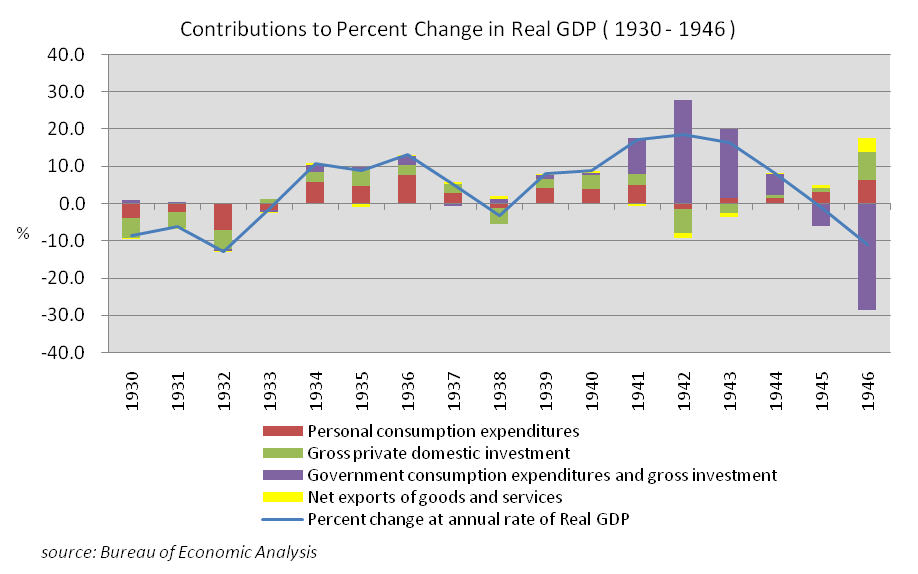
1930年〜1946年におけるアメリカの実質GDP成長率の寄与度分解
世界恐慌からルーズベルト大統領就任の1933年までマイナス成長を続け、ルーズベルトのニュー・ディール政策により1937年まではプラス成長を続けたが、1937年5月〜1938年6月までの恐慌によりマイナス成長にいったん転じた。第二次世界大戦の勃発に伴い、軍需の増大から政府支出（グラフ紫色表示）が増加し、アメリカ経済を牽引した。戦争が終わると実質GDP成長率はマイナスに転じている。

1939年9月1日、ナチス・ドイツがポーランドに侵攻を開始したことにより、第二次世界大戦の火蓋が切られた。この年アメリカは欧州で始まった戦争よりニューヨークの万国博覧会で浮かれていた。GMのつくった未来都市館は来場客の関心を集め、この時アメリカ人はいまだ中立政策と孤立主義を志向していた。ルーズベルトは中国大陸と大西洋で対枢軸国むけの武器支援を続けていたが、1941年12月7日（日本時間12月8日）日本が真珠湾を攻撃したことにより日本と、ついで12月11日に宣戦布告を受けることで公式にドイツと開戦となった。戦時中、軍需生産委員会は国全体の生産能力を軍需優先となるように調整した。大衆消費財工場から転換されたところが多くの軍需品の注文を受けた。例えば自動車製造会社はタンクや飛行機を作り、アメリカ合衆国を「民主主義の武器庫」にした。国民所得の上昇を抑え、乏しい消費財がインフレを起こさせないように、新しく創設された価格管理局が住居の賃貸料を統制し、砂糖からガソリンまでの消費財を配給し、他にも価格上昇を抑えるように努めた。
連邦準備制度が戦時国債を買い支えていたが、終戦時保有残高は国民総生産の10.6%にのぼった。
戦中経済を平和時のものと比較して善悪を論じることはできない。条件が多くの点で異なるからである。例えば巨額支出、価格統制、債券販売、原材料統制、新築と新車の禁止、配給制度、コストプラス利益保証、奨励金付きの賃金および1200万人の徴兵が挙げられるものの、結果として第二次世界大戦は、恐慌の苦しみからアメリカを解放した。軍需品の生産拡大とそれに伴う財政出動の結果、終戦時の1945年の実質GDPは開戦時の1939年と比べて約88%増大し、失業率は急速に低下し、1943~1945年の平均で労働力の2%以下にまでなり、1945年には1.2%にまで低下した。

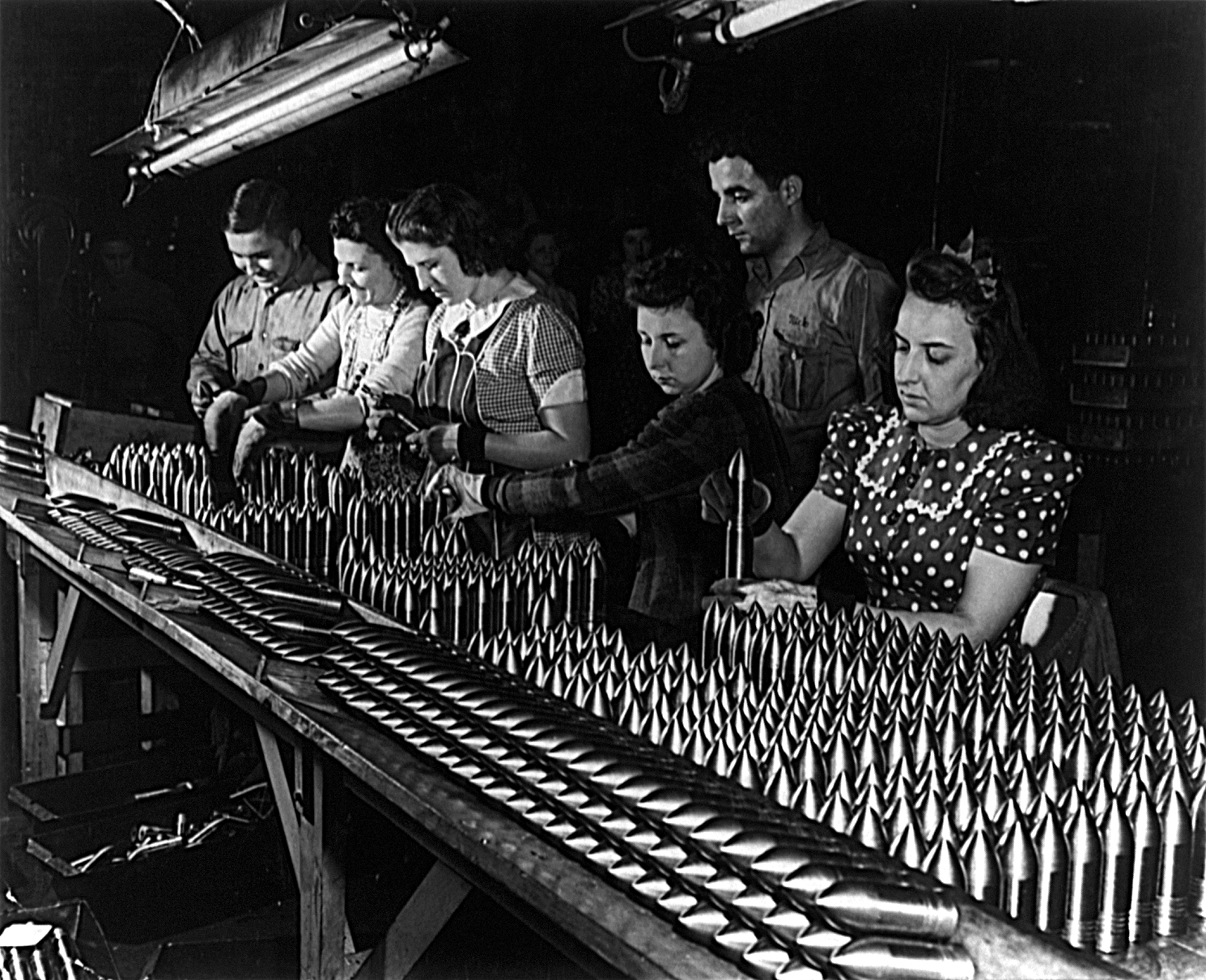
戦中にアルミ製砲弾を作る女性、1942年

600万人の女性が加工生産分野で職を得た。その大半は軍需品を生産するために急遽作られた仕事だった。軍隊でも男性に取って代わる女性がいた。これら働く女性達は『リベット工ロージー』（リベットこうロージー）のような小説の登場人物で象徴された。戦後男性が軍隊任務から戻ってくると多くの女性は家事仕事に戻った。国民は郊外に目を向け、新居に対する抑えられた欲求が遂に解き放たれた。総力戦という点では日本とさほど変わらなかった。
1939年から連邦住宅局はリフォーム貸付に対する保険についても債務者から保険料を徴収するようになっていた。1943年、連邦住宅局はリフォーム貸付1.3億ドルのうち98%を保険した。1944年復員軍人再調整法（Servicemen's Readjustment Act of 1944、通称GI法）に基づいて復員軍人局（Veterans Administration）が設立された。ここが引揚者向けモーゲージ貸付を無料で、すなわち公費で保証した。貸付そのものも条件が緩くなってきた。1920年代から貯蓄貸付組合は定期償還方式を採用していた。これは返済周期を細切れにして毎期の利払い義務額を小さくし、元本返済を促す方法である。戦時に漸く生保と商業銀行が同様の方法を採るようになった。それは連邦住宅局や軍人局の付保がつかないモーゲージでも同様であった。

## 戦後の繁栄: 1945年-1973年

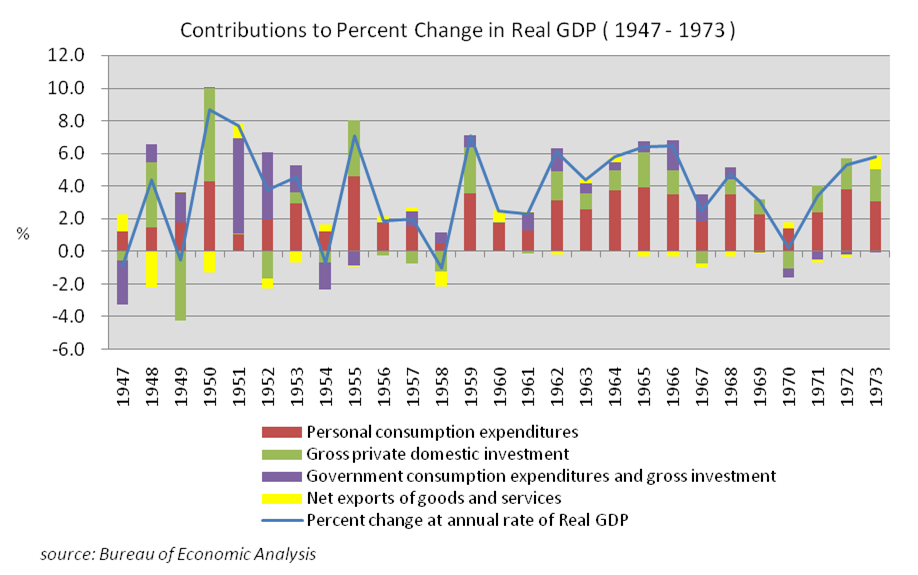
1947年〜1973年におけるアメリカの実質GDP成長率の寄与度分解
1950年代前半の経済成長は朝鮮戦争、1960年代後半の経済成長にはベトナム戦争による軍事的支出の増大が寄与している。

第二次世界大戦の終戦した1945年夏、ウォール街は取引を停止していた。しかし保険業界は1930年代から成長し続けていた。ブレトン・ウッズ協定が発効したので、基軸通貨としてのドルが不足しがちとなった。資金流出を止めるために金利は高止まりした。戦中に獲得した政府・企業の金塊を兌換から守る必要も出た。連邦準備制度が世界のあちらこちらで根回しに奔走した。
大統領経済諮問委員会が1946年の雇用促進法によって設立された。政策は軍需を創出する方向へ傾いてゆく。1947年、3月にトルーマン・ドクトリンが出て、6月にマーシャル・プランが提唱された。1948年、3月にハヴァナ憲章が成立したが、未発効におわる。同月のブリュッセル条約をきっかけに西ドイツの利権を回復してゆく。4月のボゴタ憲章により米州機構の礎を築き、中南米支配を再確立した。12月にはアメリカ対日協議会が発足し、太平洋利権の回復を加速させた。この1948年、保険業界が主に市場外取引で560億ドルを動かしていた。1949年、1月にフェア・ディール。8月、証券取引委員会が投信業界へ解約率の高さと販売方法の倫理的問題を指摘した。9月、ユーゴスラビアへ2000万ドル借款供与。11月、対共産圏輸出統制委員会設置。
マクファーデン法（McFadden Act）はモーゲージ貸付総額を定期性預金の半分までに制限していた。1945年から1948年に商業銀行の預金総額は74億ドル減少したが、定期性預金は逆に51億ドル増加した。1945年末に商業銀行が保有する収益資産の3/4を占めた米国債の価格を政策が支持したこともあって、商業銀行は非農地モーゲージ貸付に励んだ。
1950年代、朝鮮戦争に刺激された米国経済は順調となり、投信業界が事実上の自由化を遂げるほど隆盛した。好例はニューイングランド最大手DUPONT, HOMSEY & COMPANY である（のちに告発される）。Investors Diversified Services も台頭した（詳細）。ニューヨークのドレフュスファンド（のちにメロン財閥へ吸収されるドレフュス商会のミューチュアル・ファンド）はその資産を年に1.4倍近い割合で増やした。ファンド・オブ・ファンズの祖バーニー・コーンフェルドが国外営業に回ったのである。ボストンのシェアは1/3に縮んだ。株式市場ではインサイダー取引が復活した。証券取引委員会は株式市場の規制に手一杯となり、投信業界の規制は後手に回っていた。そこで戦間期に禁じられていた売り方が復活した。それは長期にわたる積立契約であり、初期の投資がポートフォリオに回らず色々な手数料に化けるという搾取であった。フィデリティ・インベストメンツでさえ目をつぶっていた。
1957年から1961年の間にアメリカは西欧諸国からおよそ1.75億ドルの特許料を得たのに対し、西欧諸国が米国から得た特許料は4100万ドルに留まった。これと関係して社会構造が変化した。農業機械の導入による合理化の進展により、農業人口が1940の17%から1960年にはわずか6%にまで減少、黒人が農業から締め出され都市へ移動し都市化が進展した。穀物メジャーがエレベーターを独占してアグリビジネスを展開した。こうしたことが1960年代の公民権運動へとつながっていく。
1957年にスプートニク・ショックが起こった。宇宙開発でアメリカがソビエト連邦に先を越された事件だった。これがその後の宇宙開発競争に繋がり、情報通信・制御技術が飛躍的に発展して、その後の経済効果を生んだ。一方、ドワイト・D・アイゼンハワー大統領が1961年の大統領退任演説において指摘した、軍産複合体による政財間の癒着構造も生むこととなった。
1961年、1月にジョン・F・ケネディ大統領が就任したときにアメリカ史上最大の減税法案を成立させた。満期になった戦時公債2000億ドルおよびG.I.法案が教育の行き届いた労働人口を手当てした。7月6日にフィデリティが株主から集団訴訟を提起された。株主財産である「のれん」が運用手数料を稼ぐのに使われていることを問題にされていた。翌年に和解が成立し、手数料が減らされた。この事件は機関投資家全体の隆盛を全く妨げなかった。生保、投信、企業年金は、私募債市場を合理化するなどの革新をもたらした。
1962年、2月にキューバが米州機構を脱退し緊張が高まった。5月に株式市場で世界恐慌以来のパニックが起きた。パニックをきっかけに、DUPONT, HOMSEY & COMPANY の不正や、バーニー製FOFの脱法が、少しずつ露となった。
1963年、リンドン・ジョンソン大統領が貧困撲滅と公民権の確立を骨子とする「偉大なる社会」政策を打ち出し、その一環としてメディケイドやメディケアといった医療援助制度をはじめとする多くの新しい社会改革を始めた。そして、このころからARPANET開発を政府が助成するようになった。
1966年、証券取引委員会がバーニー・コーンフェルドとその組織IOSを告発した。また、議会報告書の中で、州により禁じられている投信積立契約営業を批判した。しかし議会はベトナム戦争に夢中で法改正も何もしなかった。そこでエイブラム・ポメランツが投信会社を訴えまくった。1967年5月、バーニーが証券取引委員会から国内の投信会社を清算するよう命じられた。しかしカナダの非居住者企業として亡命を果し、アーサー・リッパー商会を通じてアメリカでの営業を続けた。同1967年Our Crowd という本が出版され、ユダヤ系のビジネスコネクションを暴露した。クーン・ローブ、リーマン・ブラザーズ、ゴールドマン・サックスだけでなく、Hallgarten & Company、Wertheim & Co.、J. & W. Seligman & Co.、Albert Loeb & Co.（1895年にシアーズの再建を支援）、Abraham & Straus、Macy's、Meyer Guggenheim's Sons、以上の経営者がすべて家族関係にあったのである。1968年、財政収支が赤字となり、さらに銀行引受手形市場がユーロクリアの支配するユーロダラーに奪われるようになった。それを支援するかのように、就任したばかりのリチャード・ニクソン大統領がウォール街など民間企業に対する政府の不干渉を約束した。1969年、3月の取引停止をきっかけにParvin-Dohrmann Corporation という銘柄の株価操縦が発覚した。この会社がフラミンゴ・ラスベガス買収を発表すると、株価は35ドルから110ドルに跳ねた。この事件は、世相を映すありとあらゆるもの、つまり証券会社、ファンドマネージャー、投機銘柄、買える尊敬、要塞化した複合企業、オフショア営業、未公開株式、そしてバーニー・コーンフェルド、全てが揃い関係していた。
1971年、8月に来るべきニクソン・ショックがおこり、12月にスミソニアン協定が結ばれた。

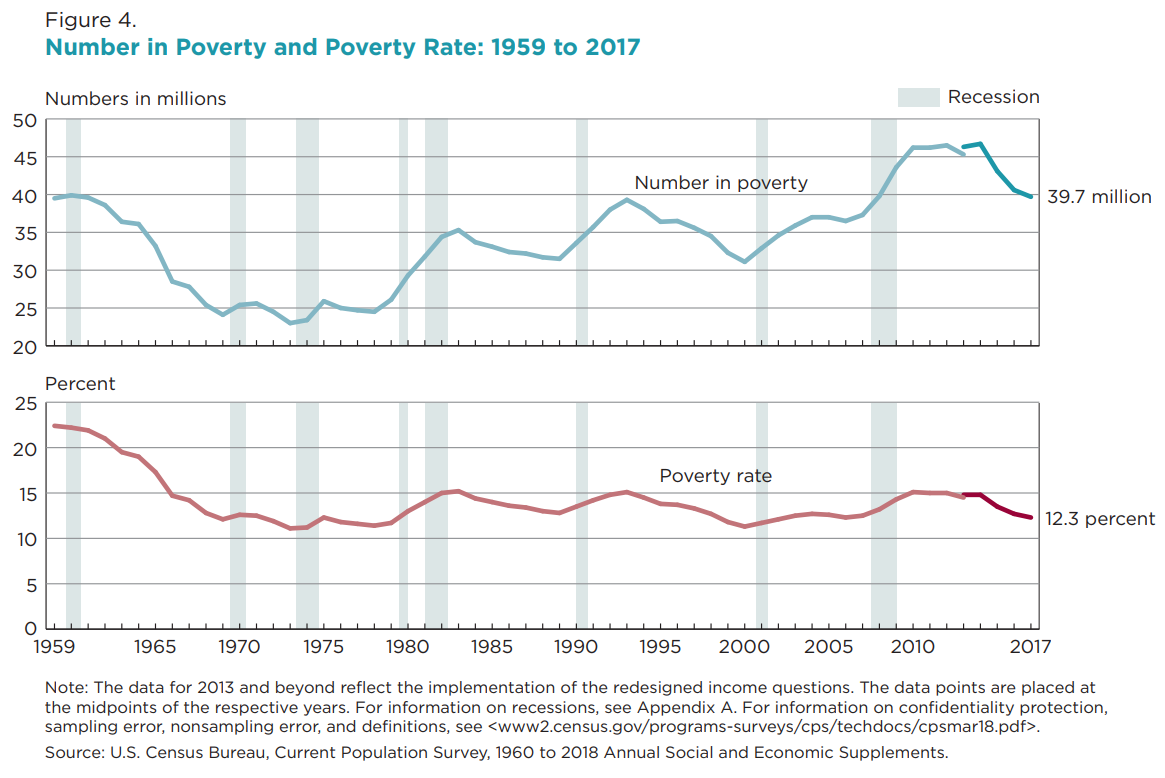
アメリカの貧困人口と貧困率の推移：1959年～2017年

ホワイトカラー層がブルーカラー層を数の上で凌駕し始めたこと、加えて生活水準が向上し、技術革新とコストダウンも相俟って結果として住宅・自動車・家電製品といった耐久消費財が普及し、大衆消費社会が本格化した。ここにアメリカ的生活様式という言葉まで生まれた。その姿は第二次世界大戦の前や戦時中に全盛となったハリウッド映画、さらには普及し始めたテレビに流れる映像によって世界中に知られるようになり、多くの国ではアメリカに少しでも追いつくことがその経済目標になった。一方で、1962年にマイケル・ハリントンがその著書『もう一つのアメリカ』で指摘したように「この国におよそ5000万人の貧民がいる」状況も注目され、リンドン・ジョンソン大統領（在任1963年-69年）のときに「貧窮との戦い」が宣言された。貧困率は1959年の22.4%から1973年は11.1%に減少した。1980年代から2021年の期間は、1959年以降最少となった2019年（約10.5%）を除き11%台から15%台の範囲内で推移している。2022年時点の貧困者数は約3,792.0万人（貧困率:約11.5%）である。1960年代末から1970年代初めにかけて、コーリン・クラークのいう産業のサービス化が進んだ。これにより収入の不均衡はかつてない位に劇的に増加した。しかしアメリカ合衆国の消費者は1970年代のインフレで多くの物を買えなくなった。1968年、合衆国のジニ係数（国民所得分配係数、0.5を超えると不平等格差が大きく問題となる）は0.388となった。この値は日本の0.381にほぼ等しく、イギリス (0.368) やカナダ (0.331)より高かった。

## インフレの悲哀: 1970年代

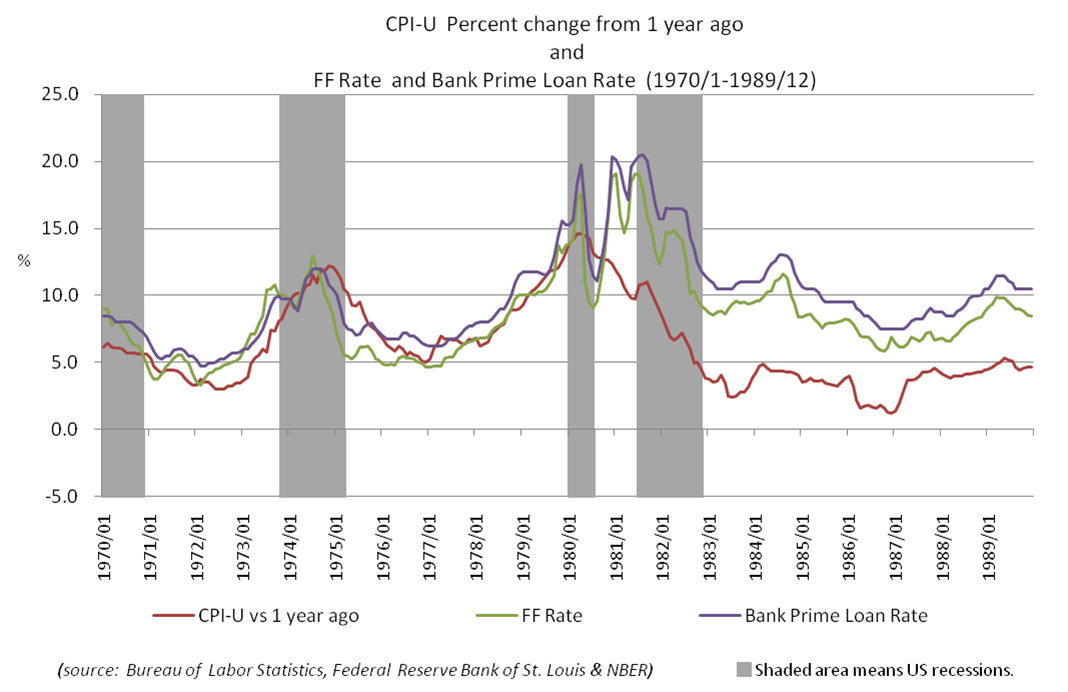
消費者物価指数（総合）（全都市部、前年同月比）、FF金利、プライムレートの推移（1970年〜1989年）

1960年代後半、この凄まじい経済成長が減速していることが明らかだと見る者がおり、1970年代になるとスタグフレーション（景気沈滞下のインフレ）が誰の目にも明らかになってきた。リチャード・ニクソン大統領が賃金と実物価格の統制を試みた。1970年代は環境問題や消費者運動が高まった時期でもあり、政府は新たな規制や職業安全衛生管理局、消費者製品安全委員会およびアメリカ合衆国原子力規制委員会など規制を行う組織を設立した。
ブレトン・ウッズ協定が1971年から1972年に掛けて崩壊し、ニクソンは連邦準備制度の金の窓口を閉鎖し、合衆国は金本位制から完全に離れた。この間1971年12月、ハント委員会（President's Commission on Financial Structure and Regulation）が開かれ、定期性預金の預金金利最高限度を廃止してマクファーデン法のモーゲージ規制を骨抜きにしたり、特に貯蓄貸付組合と相互貯蓄銀行をモーゲージ貸付に誘導したり、連邦住宅局保険付貸付・復員軍人局保証貸付によるモーゲージ金利最高限度額規制を廃止したり、全金融機関で住宅モーゲージ貸付由来の利子所得に特別税額控除制度を適用したりすることが同委員会より勧告された。1973年10月に金融機関法案が同委員会の勧告を多分に盛りこみ上程された。1975年以降、議会に追及されながらも連邦準備制度が通貨供給量を増やしていった。連邦準備制度の独立性保証が先のハント委員会で勧告されていた。このような一握りの人間が計画した官民連携が、西海岸の住宅ローン、特に将来のサブプライムローンが太っ腹に組まれる条件としての資産インフレを招いた。
1973年に証券取引委員会が再び活躍を始めた。エクイティ・ファンディング事件を摘発したのである。エクイティ・ファンディングをつくったのは例によってボストン出身の、しかもバーニー・コーンフェルドを目指す、Michael(Mike) Riordan という男だった。マイクは1966年にドレフュス商会の幹部を引き抜いて自分の投信事業部で働かせていたが、1969年1月に変死をとげた。マイクは独立する以前にKeystone organization という投信会社の営業をやっていたが、そこの精鋭にGordon McCormick という男がいて、予めInvestors Diversified Services で鍛えられていた。ゴードンは考えた。まずミューチュアル・ファンドを売り、それを担保にローンを組ませ、ローンで借りた金で保険料を払わせるというアイディアを。それは良い手数料稼ぎであった。このセット販売に対して証券取引委員会は1962年に登録義務を課した。エクイティ・ファンディングは翌年半ばから登録するようになったが、証券取引委員会は登録義務が十分に果されていないのも分かっていたし、キーストンがエクイティ・ファンディングを営業に使ってファンドを売りまくっていたことも知っていた。このような手数料割戻しの疑われる状況に、証券取引委員会は調査を試みながら資料の散逸とニクソンの不干渉政策に阻まれていた。しかし手に入った1965年までさかのぼる記録からは、保険証券の架空販売を中心とする20億ドルの詐欺行為が証明できたのである。保険業界アナリストのRay Dirks が1974年に独自の調査報告をまとめ、その中でこう記した。「5月の初め、もうすでに包囲されたエクイティ・ファンディングの業務部で、『ウォーターゲート事件よ、ありがとう』という表示が出た。（中略）エクイティ・ファンディングは新聞の一面に登場することを免れたのである」

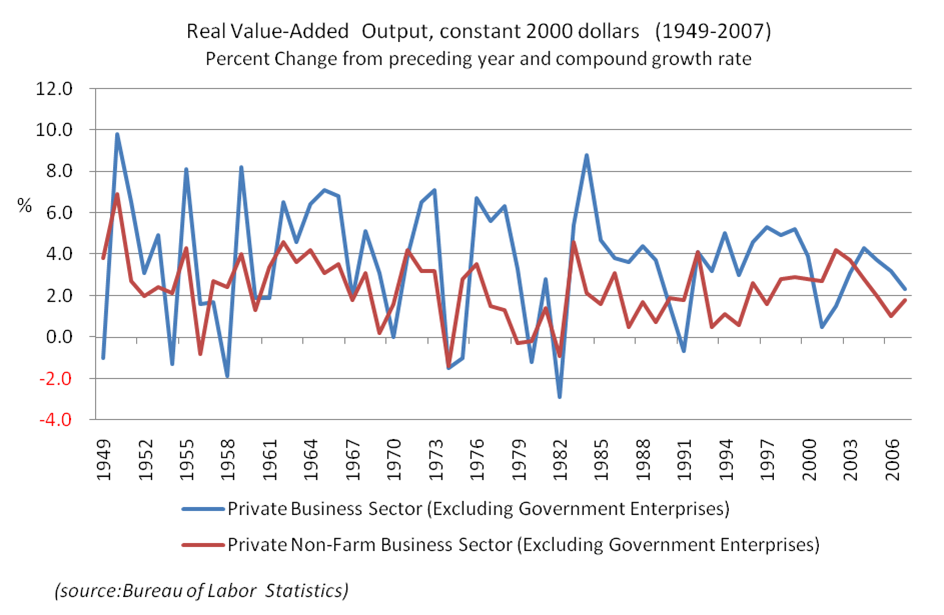
労働生産性の推移

ジェラルド・フォード大統領は「今こそ、インフレを倒せ」(Whip Inflation Now)という実を伴わないスローガンを打ち出した。労働生産性が1974年には前年比マイナス1.5%、翌1975年には前年比マイナス1.0%にまで鈍化し、1976年になりようやくプラスに転じた。1976年、ジミー・カーターが大統領に当選した。カーターは後にさらに大きな経済変動の時代を到来させたと大いに非難されたが、この状況はカーターのやれる範囲を超えていたと指摘する者もいる。
物価はうなぎ登りに上昇した。労働生産性の成長はマイナスではないものの、微々たるものであった。金利は高止まりし、プライムレート（最優遇貸出金利）は1981年1月に20%に達した。アート・バックウォルドは、1980年が地方の銀行よりもマフィアに借りた方が利子が安くなる歴史的な年になると皮肉った。
失業率は1975年から1979年にかけて着実に減少していたが、その後急速に上昇し始めた。

## 規制緩和とレーガノミクス: 1974年-1992年

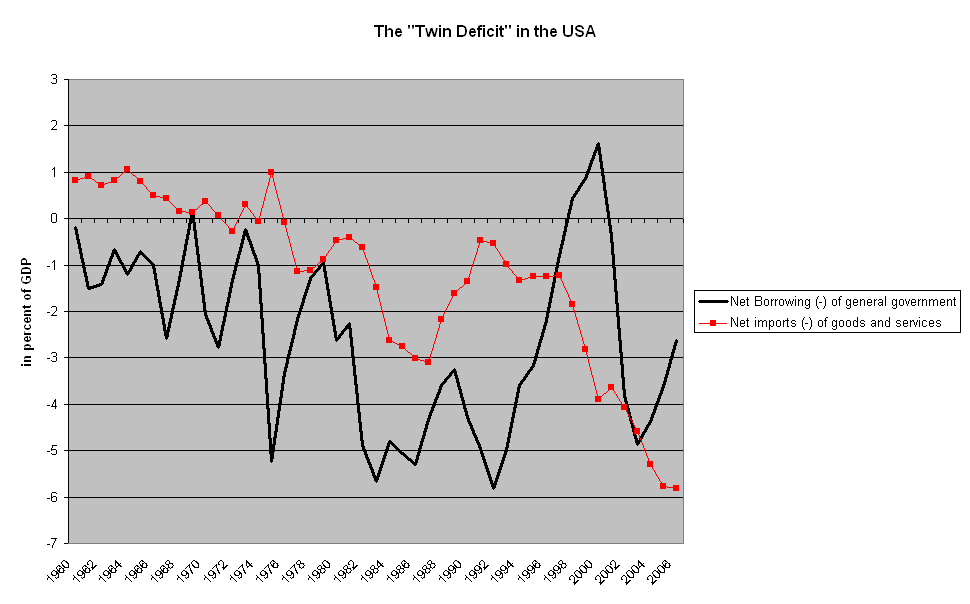
米国の双子の赤字の推移（対GDP比、1960年〜2006年）
黒：財政収支（+ならば黒字）、赤：経常収支（+ならば黒字）

規制緩和の動きはニクソンが辞任したときに始まり、フォード、カーターおよびレーガンの政権下で超党派の動きとなった。最も重要なのはエネルギー・通信・輸送・金融各分野から、グラス・スティーガル法とニューディール政策の規制を取り去ることだった。預金と貸付の規制を急いで緩和したが、一方連邦保険はそのままだった。これが預金・貸付危機となり、政府は推計で1600億ドルを失った。間接金融から逃避した資本は投資銀行の日欧進出を勢いづけた。なお、エネルギーは規制緩和の裏でカリフォルニアが固定価格買い取り制度を導入し、21世紀のスマートグリッド構想を草分けた。
1981年、ロナルド・レーガンが財政拡張政策であるレーガノミクスを導入し、連邦所得税の累進課税率を25%下げた。インフレ率は1980年の年13.5%から1983年の年3%まで劇的に低下した。これは短い景気後退と、連邦準備制度のポール・ボルカー議長が通貨供給量と利率を締め付けたことによっていた。実質GDPは1980年から1982年に収縮した後、成長を始めた。失業率は上がり続け、1982年後半に10.8%にも達した。一方、レーガノミクスは高金利政策も採用していた。それでアメリカとそれ以外の国の内外金利差が拡大しドル高傾向となっていた。そのため、1985年9月22日、ニューヨークのプラザホテルでG5（日米英独仏）の蔵相が集まり、過度のドル高を是正することが決定された（プラザ合意）。その後失業率は急速に下降し、レーガン政権末期の1989年1月には5.4%のレベルになった。

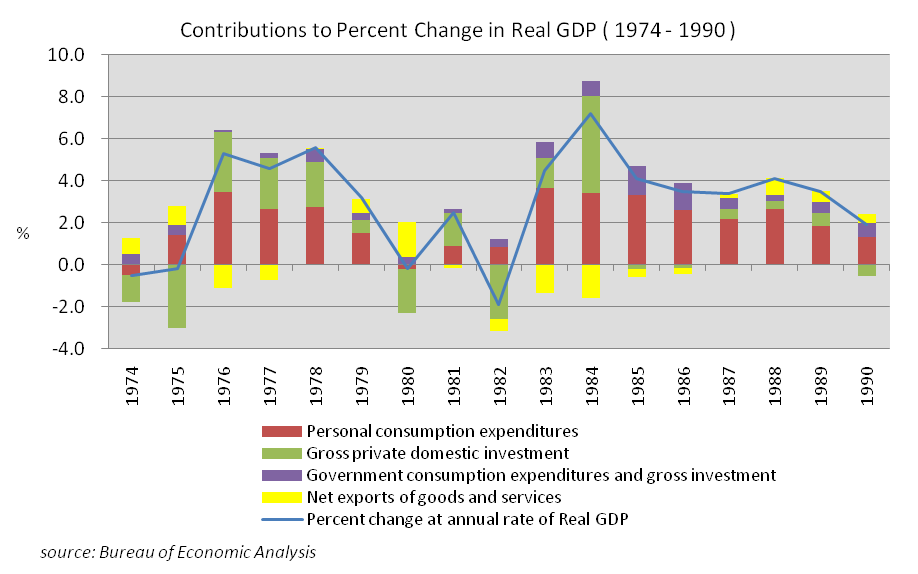
1974年〜1990年におけるアメリカの実質GDP成長率の寄与度分解
レーガン政権下における双子の赤字（財政出動（グラフ紫色表示、プラスに寄与）・純輸出（グラフ黄色表示、貿易赤字のためにマイナスに寄与））は寄与度分解でもはっきりと表れている。

レーガン政権を批判する者は、レーガンが大統領である間に上流社会経済階級と下流社会経済階級のレベル格差が拡がったという事実を指摘することが多い。レーガンの政策で生まれた国債は3倍（1981年の9300億ドルから1988年の2兆6000億ドル）と記録的なレベルに達したことも指摘している。20世紀後半のレーガン以前のどの大統領も、GDPに占める国債の比率を減らしていた。財政赤字に加えて、アメリカは巨額な貿易赤字も始まった（双子の赤字）。そこでレーガンは2期目の1986年に税制改革法を成立させた。このような形式だけでなく、あてになる金策を用意してあった。レーガンの高金利政策はドル高に着目するかぎり自滅的であったが、そうして集めた研究資金がプロパテント政策と相乗効果をあげた。知的財産と渉外産業の競争力を引き上げるというプロパテント政策は、すでに1980年のバイ・ドール法（Bayh–Dole Act）により始まっていた。この法律は、連邦資金によって研究開発した特許等を大学や中小企業が取得して活用する、スピンオフを認めるものである。大学にはメロン財閥が作るような財団と関係するものが多い。しかも大学は企業に技術移転をする窓口を設けた（TLO）。そして合衆国の財閥は投信で中小企業も支配した。プロパテント政策は税制改革のころに具体案が提出され、一方でウルグアイ・ラウンドが知財・渉外産業の門戸開放を実現した。1988年アメリカ合衆国大統領選挙で、前副大統領のジョージ・H・W・ブッシュがレーガンの後継者に選ばれた。ブッシュ政権の初期経済政策は基本的にレーガン政策の継続だった。1990年代初めに妥協に走り、議会民主党との協議で増税を行った。障害を持つアメリカ人法のような規制法に署名したり、NAFTA（北アメリカ自由貿易協定）の交渉を行ったりもした。1992年、ブッシュと第3の政党候補者ロス・ペローが民主党のビル・クリントンに敗れた。この90年代にミューチュアル・ファンドが「バイ・ドール方式」と一緒に欧州とアジアへ大量輸出された。

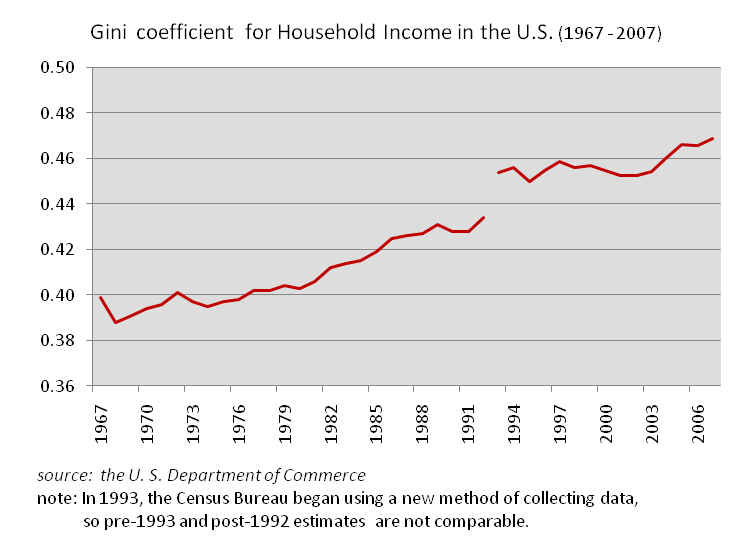
米国の世帯所得別ジニ係数の推移（1967年~2007年）
統計手法の変更により1992年以前と1993年以降は単純に比較できない。

その後の規制緩和とグローバル化で、合衆国の会社がその製造や重工業を低賃金である第2、第3世界へ移すようになった。これが追い討ちをかけて、アメリカにおける所得の不均衡は劇的に増大した。2005年、合衆国のジニ係数は0.466に達した。この値はマレーシアやフィリピンの0.461と同じ水準となり、中国 (0.44)よりかなり上となった。共和党と民主党の両政権が1960年代以降に採用した「自由貿易」と「市場開放」などの経済政策は、次のように批判される。すなわち、貿易や合衆国における生産コストに恩恵を与えた一方で、合衆国の中産階級からその繁栄を取り去った。この期間、確かに消費者はかつてなかったほど多くの製品や商品を低価格かつ高品質で買っていた。もっとも、買い物予算はローンが残っている土地・住宅の資産インフレが生み出した可処分所得だったのかもしれないが。
1970年代以降、日本の自動車や家電製品がアメリカ国内でシェアを伸ばした。1980年代に入ると小型低燃費で品質が向上した日本車が輸出を一層拡大した。米国内の自動車産業と、部品をつくる鉄鋼・板ガラス産業は壊滅的な打撃を受けた。半導体を巡る対立がもっとも深刻だった。デトロイトでは人口流出が続きピーク時から半減し、人口の8割が黒人となった。対日貿易赤字が拡大する中で、牛肉等の畜産物や米・柑橘類の農産物に係る日本の関税に対する批判が高まり、ジャパンバッシングと呼ばれる反日キャンペーンがおこった（貿易摩擦）。そこで1988年に「包括通商・競争力強化法」（スーパー301条）が施行された。それは不公正な貿易慣行や輸入障壁がある、もしくはあると疑われる国を特定し、輸入品に対する関税引き上げという強力な報復制裁措置を行うというものだった。1989年7月14日の日米首脳会談の席上、ジョージ・H・W・ブッシュ大統領が宇野宗佑総理大臣に日米構造協議を提案し実現した。その結果、日本の公共投資の拡大、土地税制の見直しや大規模小売店舗法の規制緩和が進められた。このような国のあり方や文化にまで範囲を広げる交渉は前例の無いことだった。
なお、メガバンクの世界金融危機とその他に負う数々の責任が社会の目に明らかとなりつつあった矢先、デトロイトは2013年に財政破綻した。メガバンクの中には投資信託を売りまくるものもあったし、オイルショック時代に株価下落と金利上昇が起こる中で金を採掘する鉱山会社とのつながりから資金をほしいままにしたものもあった。そういう銀行にかぎって、世界金融危機のときサブプライムローンを投資信託のポートフォリオに混ぜて売っていたし、危機後に金採掘のピッチを上げたり英国ロンドンの貴金属市場で価格操作をしたりもしていた。そもそも日本製自動車の競争力は、合衆国の自動車会社が従業員の保険制度を手厚く保護し負担を価格に転嫁しており、日本ではそういうことをしていなかったという、ダンピングとは無関係の相対事情が生んだものであった。そして、そのアメリカで一番潤っている銀行団はデトロイトを助けなかった。彼らは1970年代に貯蓄貸付組合へ危険な投資信託を売りつけ、レーガンとブッシュの時代にS&L危機を引き起こした。自治体や組合をばかにしてきたのである。

## ニューエコノミー: 1990年代-2007年

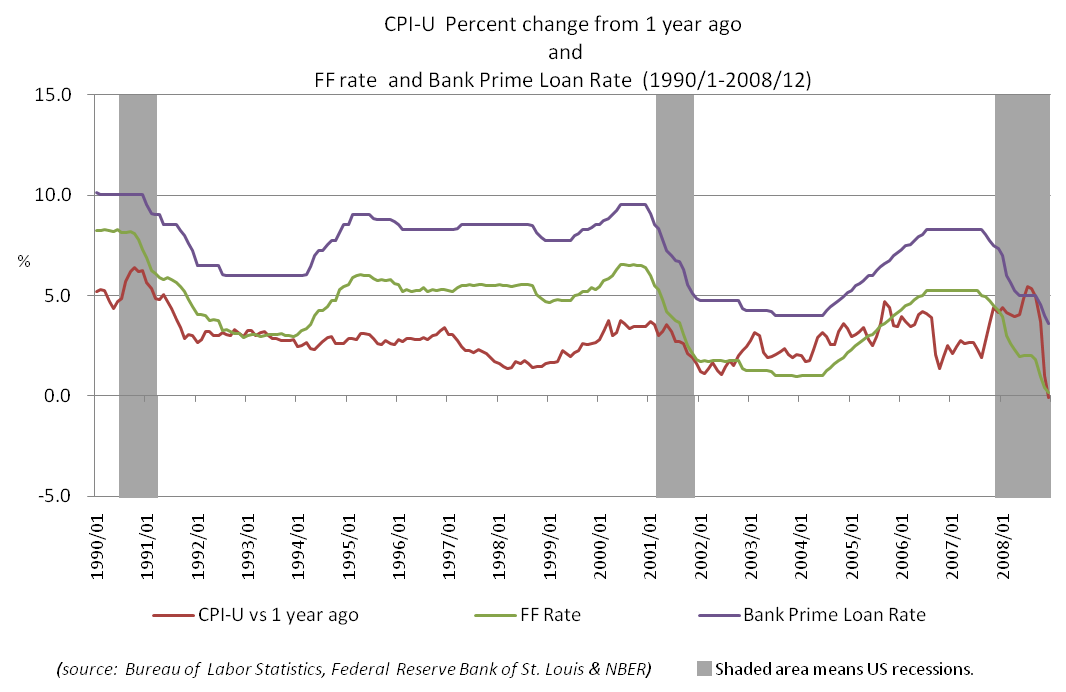
消費者物価指数（総合）（全都市部、前年同月比）、FF金利、プライムレートの推移（1990年〜2008年）
1990年代は物価の安定とともに、FF金利は5%近傍でほぼ安定していたが、ITバブル崩壊後、FRBはFF金利を2004年まで段階的に引き下げていった。その後、景気の過熱とともにFF金利を引き上げたものの、サブプライム問題発生後、FRBはFF金利を急激に引き下げ、2008年12月にはゼロ近傍となっている。
また、消費者物価指数（総合）は2007年-2008年の世界食料価格危機、原油価格高騰により2008年夏頃までは上昇していたが、原油価格バブル、穀物価格バブルがはじけ、効果が剥落すると急激にインフレ率は低下している。

1990年代、国債は75%増加し、名目GDPは69%増え、株式市場はスタンダード・アンド・プアーズ総合500種株価指数で3倍以上に成長した。
1994年から2008年まで実質GDPは増加し、インフレは適度に抑えられ、失業率は5%以下に落ち、ドットコム景気と呼ばれる株式市場の活性化に繋がった。1990年代後半は宣伝の行き届いたハイテクとドットコム会社の株式新規公開で特徴付けられる。しかし、2000年までに株式評価の明らかなバブルが起こり、2000年3月からは市場が1990年代の成長の50%から75%にまで落ち込んだ。経済は2001年に入っても悪化し、実質GDP成長率はわずか0.7%増に留まり、失業率や企業破綻は確実に増加し、また不況の引き金を引いたのはしばしば2001年アメリカ同時多発テロ事件だと言われている。
2001年から2007年まで、アメリカ合衆国中で過熱した住宅市場によって、アメリカ経済の強さに関する安全性に偽りの神話が作られた。この住宅ブームとバブルについてその責の幾らかはクリントン政権によるものと主張する者が多い。ニューヨーク・タイムズはクリントン政権が1990年代後半にサブプライム融資を強く推進したことに関して、「住宅抵当権で国内最大の引受け機関であるファニー・メイ（アメリカ政府支援の住宅投資機関）がクリントン政権からの高まる圧力の下に収入が中下層の人々に抵当権付貸付を拡大してきた」という記事を載せた。
1995年、クリントンはカーターによる1977年の地域社会再投資法を変更し、赤線引き（特定地域の住民には融資しないなどの投資差別）を規制し強化した。これは長年65%程度に留まっていた持ち家率を上げるためになされたと多くの者から受け取られた。その結果は財政制度によってよりリスクの大きい貸付に大きな投資を促すことになった。1993年から1998年の305の都市における貸付傾向に関する2000年の財務省調査では、地域社会再投資法による貸主から4670億ドルの抵当権付貸付が中下層収入者やその周辺に注ぎ込まれたことを示していた。
さらにビル・クリントンの下でホワイトハウスは重要な規制を外しもした。ワシントン・ポストは次のように書いていた。

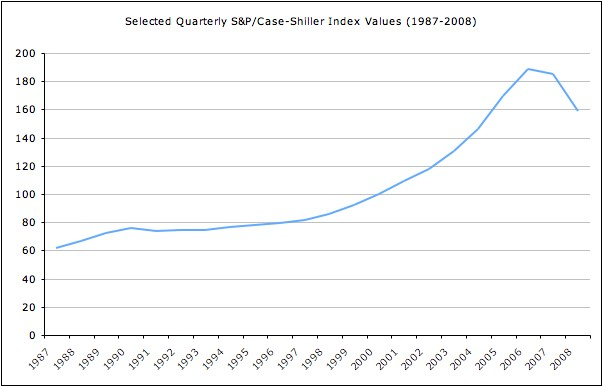
S&Pケース・シラー住宅価格指数（1987〜2008年）

1999年、グラム・リーチ・ブライリー法が制定された。同法が一部撤廃したグラス・スティーガル法は去る暗黒の木曜日をきっかけに生まれた。金融会社の一部にあった多くの不法行為がそこで暴かれ、同法が利潤と不正行為の紛争を防止するために商業銀行と投資銀行の財務制度をその事業に応じて分離することになった（銀証分離）。しかし今度制定されたグラム・リーチ・ブライリー法は、実質的に銀行の自由な領域を増やし、銀証分離を撤廃した。これをワシントン・ポストは次のように書いた。

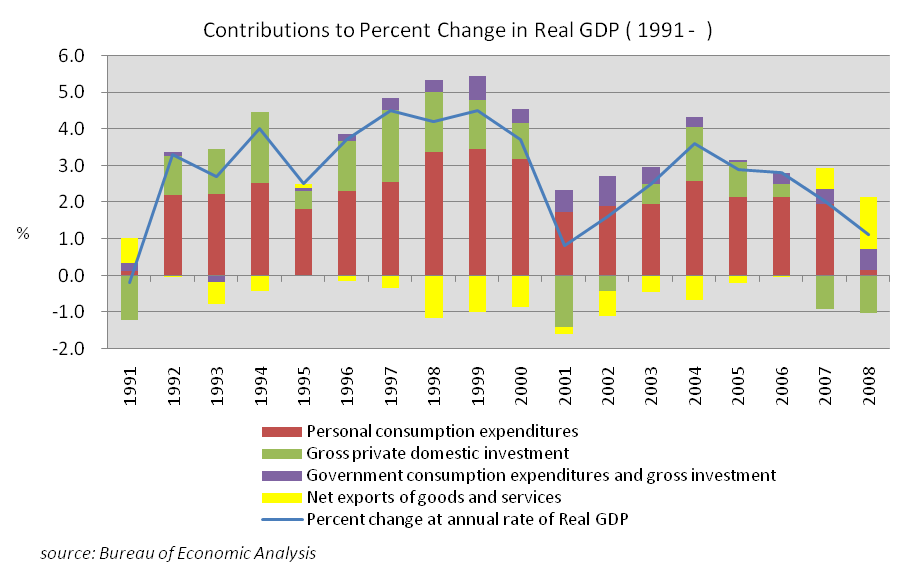
1991年〜2008年におけるアメリカの実質GDP成長率の寄与度分解

ビル・クリントンがホワイトハウスに居た間に強制された投資とグラス・スティーガル法の撤廃はサブプライム融資の幾何級数的な成長に大きく影響し、2007年から2008年の金融危機の伏線となったと主張する者が多い。
左のグラフを見ると個人消費がGDPへ過剰に貢献していることが分かる。しかし大衆の所得が消費をまかなったわけではない。1980年代から米経済は機関化して、合併等による企業再編を数え切れないほど経験していたが、そこで社会保障をふくめた労働単価は全体的かつ大胆に抑えられた。消費を給与でまかなうことができない人々は、シャドー・バンキング・システムを通して融資を受けた。住宅価格の上昇がもたらした資産効果で住宅ローンが組まれた。証券化により名目GDP対比率でマイナスになるまで貯蓄は減少した。

## 2008年の金融危機

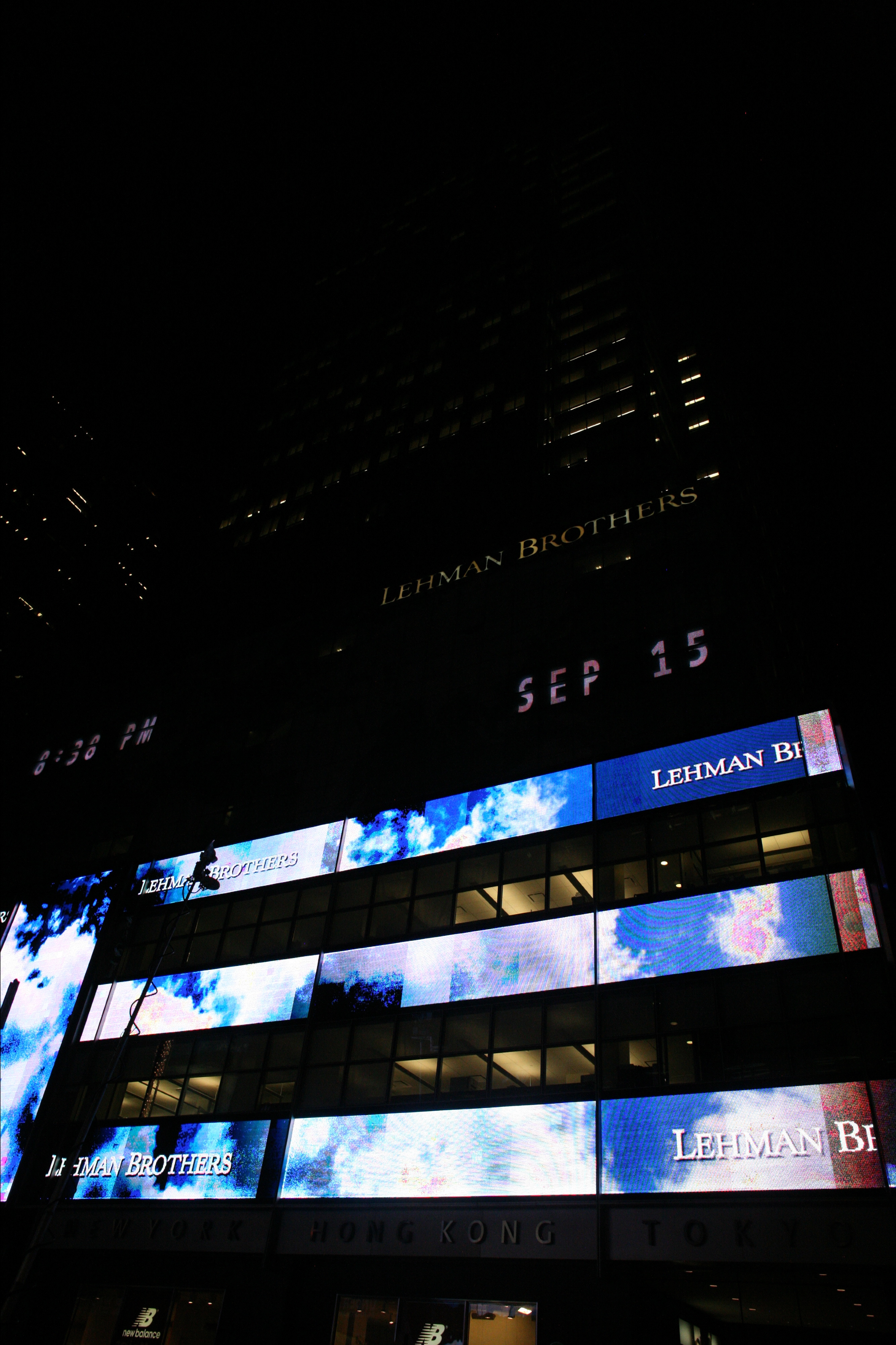
2008年9月15日、連邦倒産法第11章を申請したリーマン・ブラザーズの様子

2008年、予想を超えた経済恐慌がアメリカと全世界を襲った。最も重大なことはカリフォルニア州とフロリダ州における住宅バブルが弾けたことであり、また住宅価格や建設業界が崩壊したことである。数多くのモーゲージ（抵当権、平均して20万ドル）がCDO（債務担保証券）と呼ばれる証券となり、世界中で再販された。多くの銀行や巨大ファンドが数千億ドルを借金してこれらの証券を買っており、その価値が不明で誰も買おうとしないために今や「毒物」となった。アメリカ合衆国とヨーロッパの大銀行が次々と崩壊した。2008年5月、ベアー・スターンズはJPモルガン・チェースに買収され傘下に入った。また、9月15日にはリーマン・ブラザーズは6130億ドルの負債を抱えて倒産、それを受けてバンク・オブ・アメリカはメリルリンチを吸収合併した。有数の保険会社AIG、トップ銀行のシティグループおよび2つの最大抵当権会社が政府の救済を仰いだ。ゴールドマン・サックスとモルガン・スタンレーは投資銀行から銀行持株会社に転換を発表し、当局の規制を受けながらも生き残りを模索した。合衆国議会は7000億ドルの救済資金を拠出し（TARP）、資産家と連邦準備制度は金融システムを支えるために数兆ドルを投入したが、景気減退を覆すまでには至らなかった。連邦資金が投入されたにも拘わらず、銀行は貸付政策を劇的に引き締めた。例えば、自動車ローンを得ることも難しくなった。政府は初めて大銀行の主要株主になった。株式市場は40%急落し、資産を10兆ドル減らした。住宅価格は国中で20%低下し、さらに3兆ドルを減らした。2008年遅くまでに困窮は金融や住宅部門以外にも拡がり、特にビッグスリーと言われる自動車産業（ゼネラルモーターズ、フォードおよびクライスラー）は倒産の瀬戸際にあり、小売り部門がかなりの弱さを示した。7000億ドルの問題資産救済プログラムを批判する者は、銀行にばらまかれたその金の大半が行方不明であり、銀行もこの問題を隠していると、怒りを露わにしている。
バラク・オバマ大統領は、財政支出と税金を削減することで8000億ドルから9000億ドルを刺激する法案である2009年アメリカ復興・再投資法を裏書きした。この計画は、経済不況の時に財政支出が個人消費の落ち込みを相殺するというケインズ理論に基づいている。そうでなければ個人消費の落ち込みが永続化し、労働時間や失業という生産資源が浪費されるというものである。批評家は、政府が民間部門から金を借りなければならないために、個人消費の落ち込みを相殺できないと主張している（押し出し効果）。しかし、大半の経済学者はこの押し出し効果がゼロかそれに近い金利であり、経済が停滞気味の時の問題であるとは考えていない。刺激効果に賛成する者は、将来のインフレの可能性とそのような大規模支出によって国債が増える問題を指摘してもいる。
2010年、ドッド＝フランク・ウォール街改革・消費者保護法が成立した。
2012年12月31日にアメリカ合衆国連邦政府の赤字は16兆4000億ドルの債務上限額に達した。デトロイトが財政破綻した翌年7月からシークエスターが、10月には債務上限の上乗せ法案が議会を通らずにガバメントシャットダウンが始まった。同月17日には上限引き上げの時限立法がなされた。ロイターによると、30日に70億ドルのデフォルトに陥った。

## 統計

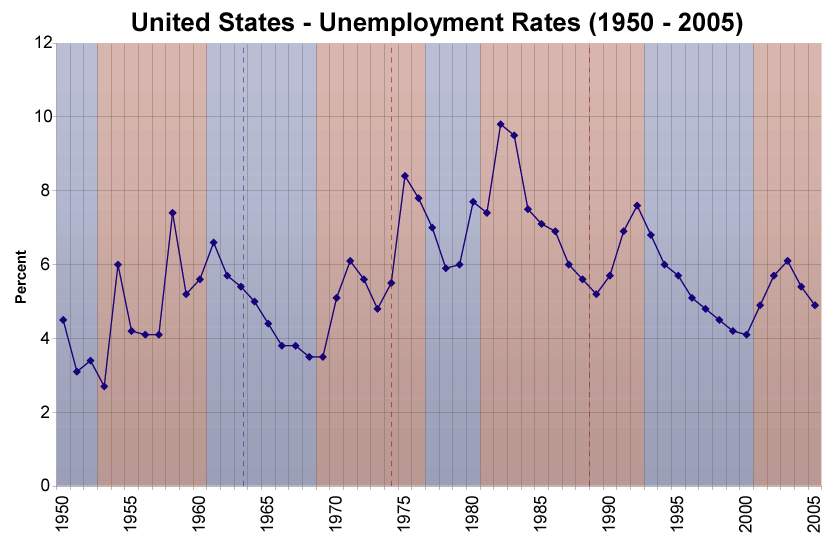
図3.アメリカ合衆国の公式失業率、1950年-2005年

|                      | アメリカ | イギリス | ドイツ帝国 |
| -------------------- | -------- | -------- | ---------- |
| 人口（万人）         | 9,723    | 4,565    | 6,493      |
| GNP（億ドル）        | 396.0    | 132.2    | 124.9      |
| 世界工業生産比（%）  | 32.0     | 13.6     | 14.8       |
| 粗鋼生産量（万トン） | 3,092    | 779      | 1,761      |
| 銑鉄生産量（万トン） | 3,088    | 1,043    | 1,676      |
| 綿花消費量（万トン） | 131      | 99       | 48         |
| 貿易額（億ドル）     | 42.8     | 68.5     | 49.7       |
| 輸出額（億ドル）     | 24.0     | 25.5     | 25.6       |
| 貿易依存度（%）      | 10.8     | 51.8     | 39.8       |

| アメリカ合衆国年ごとの経済データ | アメリカ合衆国年ごとの経済データ | アメリカ合衆国年ごとの経済データ | アメリカ合衆国年ごとの経済データ | アメリカ合衆国年ごとの経済データ | アメリカ合衆国年ごとの経済データ |
| 年                               | GDP 実質 （10億ドル）            | GDP 調整後 （10億ドル）          | 人口 （100万人）                 | 一人当たりGDP 実質 (ドル)        | 一人当たりGDP 調整後(ドル)       |
| -------------------------------- | -------------------------------- | -------------------------------- | -------------------------------- | -------------------------------- | -------------------------------- |
| 1790                             | 0.19                             | 3.60                             | 3.929                            | 48                               | 916                              |
| 1791                             | 0.21                             | 3.82                             | 4.048                            | 52                               | 944                              |
| 1792                             | 0.22                             | 4.10                             | 4.171                            | 53                               | 983                              |
| 1793                             | 0.25                             | 4.43                             | 4.297                            | 58                               | 1031                             |
| 1794                             | 0.31                             | 5.00                             | 4.428                            | 70                               | 1129                             |
| 1795                             | 0.38                             | 5.31                             | 4.562                            | 83                               | 1164                             |
| 1796                             | 0.41                             | 5.47                             | 4.700                            | 87                               | 1164                             |
| 1797                             | 0.41                             | 5.57                             | 4.843                            | 85                               | 1150                             |
| 1798                             | 0.41                             | 5.80                             | 4.990                            | 82                               | 1162                             |
| 1799                             | 0.44                             | 6.20                             | 5.141                            | 86                               | 1206                             |
| 1800                             | 0.48                             | 6.55                             | 5.297                            | 91                               | 1237                             |
| 1801                             | 0.51                             | 6.87                             | 5.486                            | 93                               | 1252                             |
| 1802                             | 0.45                             | 7.09                             | 5.679                            | 79                               | 1248                             |
| 1803                             | 0.48                             | 7.21                             | 5.872                            | 82                               | 1228                             |
| 1804                             | 0.53                             | 7.49                             | 6.065                            | 87                               | 1235                             |
| 1805                             | 0.56                             | 7.88                             | 6.258                            | 89                               | 1259                             |
| 1806                             | 0.61                             | 8.26                             | 6.451                            | 95                               | 1280                             |
| 1807                             | 0.58                             | 8.27                             | 6.644                            | 87                               | 1245                             |
| 1808                             | 0.64                             | 8.28                             | 6.838                            | 94                               | 1211                             |
| 1809                             | 0.68                             | 8.92                             | 7.031                            | 97                               | 1269                             |
| 1810                             | 0.70                             | 9.40                             | 7.224                            | 97                               | 1301                             |
| 1811                             | 0.76                             | 9.82                             | 7.460                            | 102                              | 1316                             |
| 1812                             | 0.78                             | 10.2                             | 7.700                            | 101                              | 1326                             |
| 1813                             | 0.96                             | 10.8                             | 7.939                            | 121                              | 1358                             |
| 1814                             | 1.06                             | 11.2                             | 8.179                            | 130                              | 1372                             |
| 1815                             | 0.91                             | 11.3                             | 8.419                            | 108                              | 1342                             |
| 1816                             | 0.81                             | 11.3                             | 8.659                            | 94                               | 1304                             |
| 1817                             | 0.76                             | 11.5                             | 8.899                            | 85                               | 1297                             |
| 1818                             | 0.72                             | 12.0                             | 9.139                            | 79                               | 1308                             |
| 1819                             | 0.72                             | 12.3                             | 9.379                            | 77                               | 1309                             |
| 1820                             | 0.70                             | 12.8                             | 9.618                            | 73                               | 1328                             |
| 1821                             | 0.73                             | 13.4                             | 9.939                            | 73                               | 1351                             |
| 1822                             | 0.80                             | 14.0                             | 10.268                           | 78                               | 1360                             |
| 1823                             | 0.75                             | 14.5                             | 10.596                           | 71                               | 1364                             |
| 1824                             | 0.75                             | 15.3                             | 10.924                           | 69                               | 1400                             |
| 1825                             | 0.81                             | 16.0                             | 11.252                           | 72                               | 1421                             |
| 1826                             | 0.86                             | 16.6                             | 11.580                           | 74                               | 1431                             |
| 1827                             | 0.91                             | 17.1                             | 11.909                           | 76                               | 1433                             |
| 1828                             | 0.89                             | 17.3                             | 12.237                           | 73                               | 1415                             |
| 1829                             | 0.92                             | 18.0                             | 12.565                           | 73                               | 1431                             |
| 1830                             | 1.01                             | 19.5                             | 12.901                           | 78                               | 1518                             |
| 1831                             | 1.04                             | 21.2                             | 13.321                           | 78                               | 1591                             |
| 1832                             | 1.12                             | 22.6                             | 13.742                           | 82                               | 1646                             |
| 1833                             | 1.14                             | 23.3                             | 14.162                           | 80                               | 1647                             |
| 1834                             | 1.20                             | 23.7                             | 14.582                           | 82                               | 1625                             |
| 1835                             | 1.32                             | 25.0                             | 15.003                           | 88                               | 1664                             |
| 1836                             | 1.46                             | 25.7                             | 15.423                           | 95                               | 1667                             |
| 1837                             | 1.54                             | 26.0                             | 15.843                           | 97                               | 1639                             |
| 1838                             | 1.58                             | 27.1                             | 16.264                           | 97                               | 1663                             |
| 1839                             | 1.65                             | 27.8                             | 16.684                           | 99                               | 1666                             |
| 1840                             | 1.55                             | 27.8                             | 17.123                           | 91                               | 1622                             |
| 1841                             | 1.63                             | 28.4                             | 17.733                           | 92                               | 1603                             |
| 1842                             | 1.60                             | 29.4                             | 18.345                           | 87                               | 1600                             |
| 1843                             | 1.55                             | 30.8                             | 18.957                           | 82                               | 1623                             |
| 1844                             | 1.69                             | 32.6                             | 19.569                           | 86                               | 1665                             |
| 1845                             | 1.84                             | 34.6                             | 20.182                           | 91                               | 1715                             |
| 1846                             | 2.04                             | 37.4                             | 20.794                           | 98                               | 1799                             |
| 1847                             | 2.39                             | 40.0                             | 21.406                           | 112                              | 1870                             |
| 1848                             | 2.41                             | 41.4                             | 22.018                           | 109                              | 1881                             |
| 1849                             | 2.40                             | 42.0                             | 22.631                           | 106                              | 1855                             |
| 1850                             | 2.56                             | 43.9                             | 23.261                           | 110                              | 1889                             |
| 1851                             | 2.70                             | 47.5                             | 24.086                           | 112                              | 1972                             |
| 1852                             | 3.04                             | 53.0                             | 24.911                           | 122                              | 2128                             |
| 1853                             | 3.28                             | 57.3                             | 25.736                           | 127                              | 2226                             |
| 1854                             | 3.68                             | 59.3                             | 26.561                           | 139                              | 2232                             |
| 1855                             | 3.94                             | 61.7                             | 27.386                           | 144                              | 2254                             |
| 1856                             | 4.00                             | 64.1                             | 28.212                           | 142                              | 2270                             |
| 1857                             | 4.13                             | 64.4                             | 29.037                           | 142                              | 2218                             |
| 1858                             | 4.05                             | 67.1                             | 29.862                           | 136                              | 2247                             |
| 1859                             | 4.38                             | 72.0                             | 30.687                           | 143                              | 2346                             |
| 1860                             | 4.32                             | 72.3                             | 31.513                           | 137                              | 2296                             |
| 1861                             | 4.58                             | 73.7                             | 32.351                           | 142                              | 2277                             |
| 1862                             | 5.76                             | 82.9                             | 33.188                           | 174                              | 2497                             |
| 1863                             | 7.60                             | 89.3                             | 34.026                           | 223                              | 2624                             |
| 1864                             | 9.43                             | 90.4                             | 34.863                           | 270                              | 2592                             |
| 1865                             | 9.86                             | 93.0                             | 35.701                           | 276                              | 2606                             |
| 1866                             | 8.98                             | 88.8                             | 36.538                           | 246                              | 2430                             |
| 1867                             | 8.33                             | 90.4                             | 37.376                           | 223                              | 2418                             |
| 1868                             | 8.14                             | 93.9                             | 38.213                           | 213                              | 2458                             |
| 1869                             | 7.85                             | 96.6                             | 39.051                           | 201                              | 2473                             |
| 1870                             | 7.79                             | 100                              | 39.905                           | 195                              | 2509                             |
| 1871                             | 7.68                             | 105                              | 40.938                           | 188                              | 2573                             |
| 1872                             | 8.21                             | 113                              | 41.972                           | 196                              | 2683                             |
| 1873                             | 8.68                             | 123                              | 43.006                           | 202                              | 2824                             |
| 1874                             | 8.43                             | 124                              | 44.040                           | 191                              | 2815                             |
| 1875                             | 8.05                             | 123                              | 45.073                           | 179                              | 2726                             |
| 1876                             | 8.21                             | 128                              | 46.107                           | 178                              | 2781                             |
| 1877                             | 8.27                             | 132                              | 47.141                           | 175                              | 2804                             |
| 1878                             | 8.31                             | 139                              | 48.174                           | 172                              | 2894                             |
| 1879                             | 9.36                             | 157                              | 49.208                           | 190                              | 3188                             |
| 1880                             | 10.4                             | 170                              | 50.262                           | 206                              | 3379                             |
| 1881                             | 11.6                             | 191                              | 51.542                           | 226                              | 3708                             |
| 1882                             | 12.2                             | 201                              | 52.821                           | 231                              | 3800                             |
| 1883                             | 12.3                             | 206                              | 54.100                           | 227                              | 3808                             |
| 1884                             | 11.8                             | 203                              | 55.379                           | 212                              | 3667                             |
| 1885                             | 11.4                             | 201                              | 56.658                           | 202                              | 3552                             |
| 1886                             | 12.0                             | 218                              | 57.938                           | 208                              | 3764                             |
| 1887                             | 13.0                             | 234                              | 59.217                           | 219                              | 3944                             |
| 1888                             | 13.8                             | 249                              | 60.496                           | 227                              | 4108                             |
| 1889                             | 13.8                             | 258                              | 61.775                           | 224                              | 4169                             |
| 1890                             | 15.2                             | 284                              | 63.056                           | 240                              | 4502                             |
| 1891                             | 15.5                             | 287                              | 64.361                           | 240                              | 4459                             |
| 1892                             | 16.4                             | 301                              | 65.666                           | 250                              | 4590                             |
| 1893                             | 15.5                             | 284                              | 66.970                           | 231                              | 4242                             |
| 1894                             | 14.2                             | 271                              | 68.275                           | 208                              | 3972                             |
| 1895                             | 15.6                             | 300                              | 69.580                           | 224                              | 4313                             |
| 1896                             | 15.4                             | 294                              | 70.885                           | 218                              | 4153                             |
| 1897                             | 16.1                             | 307                              | 72.189                           | 223                              | 4256                             |
| 1898                             | 18.2                             | 344                              | 73.494                           | 248                              | 4685                             |
| 1899                             | 19.5                             | 365                              | 74.799                           | 261                              | 4884                             |
| 1900                             | 20.7                             | 376                              | 76.094                           | 272                              | 4943                             |
| 1901                             | 22.4                             | 397                              | 77.584                           | 289                              | 5112                             |
| 1902                             | 24.2                             | 417                              | 79.163                           | 305                              | 5261                             |
| 1903                             | 26.1                             | 429                              | 80.632                           | 323                              | 5317                             |
| 1904                             | 25.8                             | 414                              | 82.166                           | 314                              | 5034                             |
| 1905                             | 28.9                             | 459                              | 83.822                           | 344                              | 5480                             |
| 1906                             | 30.9                             | 475                              | 85.450                           | 362                              | 5564                             |
| 1907                             | 34.0                             | 492                              | 87.008                           | 391                              | 5649                             |
| 1908                             | 30.3                             | 439                              | 88.710                           | 342                              | 4949                             |
| 1909                             | 32.2                             | 468                              | 90.490                           | 356                              | 5169                             |
| 1910                             | 33.4                             | 473                              | 92.407                           | 362                              | 5116                             |
| 1911                             | 34.3                             | 488                              | 93.863                           | 366                              | 5200                             |
| 1912                             | 37.4                             | 511                              | 95.335                           | 392                              | 5359                             |
| 1913                             | 39.1                             | 531                              | 97.225                           | 403                              | 5462                             |
| 1914                             | 36.5                             | 490                              | 99.111                           | 368                              | 4948                             |
| 1915                             | 38.7                             | 504                              | 100.546                          | 385                              | 5011                             |
| 1916                             | 49.6                             | 574                              | 101.961                          | 487                              | 5626                             |
| 1917                             | 59.7                             | 560                              | 103.268                          | 578                              | 5418                             |
| 1918                             | 75.8                             | 610                              | 103.208                          | 735                              | 5910                             |
| 1919                             | 78.3                             | 615                              | 104.514                          | 749                              | 5883                             |
| 1920                             | 88.4                             | 609                              | 106.461                          | 830                              | 5721                             |
| 1921                             | 73.6                             | 595                              | 108.538                          | 678                              | 5483                             |
| 1922                             | 73.4                             | 628                              | 110.049                          | 667                              | 5708                             |
| 1923                             | 85.4                             | 711                              | 111.947                          | 763                              | 6350                             |
| 1924                             | 87.0                             | 733                              | 114.109                          | 762                              | 6422                             |
| 1925                             | 90.6                             | 750                              | 115.829                          | 782                              | 6475                             |
| 1926                             | 97.0                             | 799                              | 117.397                          | 826                              | 6806                             |
| 1927                             | 95.5                             | 807                              | 119.035                          | 803                              | 6777                             |
| 1928                             | 97.4                             | 816                              | 120.509                          | 808                              | 6771                             |
| 1929                             | 103.6                            | 865.2                            | 121.767                          | 851                              | 7105                             |
| 1930                             | 91.2                             | 790.7                            | 123.077                          | 741                              | 6424                             |
| 1931                             | 76.5                             | 739.9                            | 124.040                          | 617                              | 5965                             |
| 1932                             | 58.7                             | 643.7                            | 124.840                          | 470                              | 5156                             |
| 1933                             | 56.4                             | 635.5                            | 125.579                          | 449                              | 5061                             |
| 1934                             | 66.0                             | 704.2                            | 126.374                          | 522                              | 5572                             |
| 1935                             | 73.3                             | 766.9                            | 127.250                          | 576                              | 6027                             |
| 1936                             | 83.8                             | 866.6                            | 128.053                          | 654                              | 6768                             |
| 1937                             | 91.9                             | 911.1                            | 128.825                          | 713                              | 7072                             |
| 1938                             | 86.1                             | 879.7                            | 129.825                          | 663                              | 6776                             |
| 1939                             | 92.2                             | 950.7                            | 130.880                          | 704                              | 7264                             |
| 1940                             | 101.4                            | 1034.1                           | 131.954                          | 768                              | 7837                             |
| 1941                             | 126.7                            | 1211.1                           | 133.121                          | 952                              | 9098                             |
| 1942                             | 161.9                            | 1435.4                           | 133.920                          | 1209                             | 10718                            |
| 1943                             | 198.6                            | 1670.9                           | 134.245                          | 1479                             | 12447                            |
| 1944                             | 219.8                            | 1806.5                           | 132.885                          | 1654                             | 13594                            |
| 1945                             | 223.1                            | 1786.3                           | 132.481                          | 1684                             | 13483                            |
| 1946                             | 222.3                            | 1589.4                           | 140.054                          | 1587                             | 11348                            |
| 1947                             | 244.2                            | 1574.5                           | 143.446                          | 1702                             | 10976                            |
| 1948                             | 269.2                            | 1643.2                           | 146.093                          | 1843                             | 11248                            |
| 1949                             | 267.3                            | 1634.6                           | 148.665                          | 1798                             | 10995                            |
| 1950                             | 293.8                            | 1777.3                           | 151.235                          | 1943                             | 11752                            |
| 1951                             | 339.3                            | 1915.0                           | 153.310                          | 2213                             | 12491                            |
| 1952                             | 358.3                            | 1988.3                           | 155.687                          | 2301                             | 12771                            |
| 1953                             | 379.4                            | 2079.5                           | 158.242                          | 2398                             | 13141                            |
| 1954                             | 380.4                            | 2065.4                           | 161.164                          | 2360                             | 12816                            |
| 1955                             | 414.8                            | 2212.8                           | 164.308                          | 2525                             | 13467                            |
| 1956                             | 437.5                            | 2255.8                           | 167.306                          | 2615                             | 13483                            |
| 1957                             | 461.1                            | 2301.1                           | 170.371                          | 2706                             | 13506                            |
| 1958                             | 467.2                            | 2279.2                           | 173.320                          | 2696                             | 13150                            |
| 1959                             | 506.6                            | 2441.3                           | 176.289                          | 2874                             | 13848                            |
| 1960                             | 526.4                            | 2501.8                           | 179.979                          | 2925                             | 13901                            |
| 1961                             | 544.7                            | 2560.0                           | 182.992                          | 2977                             | 13990                            |
| 1962                             | 585.6                            | 2715.2                           | 185.771                          | 3152                             | 14616                            |
| 1963                             | 617.7                            | 2834.0                           | 188.483                          | 3277                             | 15036                            |
| 1964                             | 663.6                            | 2998.6                           | 191.141                          | 3472                             | 15688                            |
| 1965                             | 719.1                            | 3191.1                           | 193.526                          | 3716                             | 16489                            |
| 1966                             | 787.8                            | 3399.1                           | 195.576                          | 4028                             | 17380                            |
| 1967                             | 832.6                            | 3484.6                           | 197.457                          | 4217                             | 17647                            |
| 1968                             | 911.0                            | 3652.7                           | 199.399                          | 4564                             | 18319                            |
| 1969                             | 984.6                            | 3765.4                           | 201.385                          | 4889                             | 18698                            |
| 1970                             | 1038.5                           | 3771.9                           | 203.984                          | 5091                             | 18491                            |
| 1971                             | 1127.1                           | 3898.6                           | 206.827                          | 5449                             | 18850                            |
| 1972                             | 1238.3                           | 4105.0                           | 209.284                          | 5917                             | 19614                            |
| 1973                             | 1382.7                           | 4341.5                           | 211.357                          | 6542                             | 20541                            |
| 1974                             | 1500.0                           | 4319.6                           | 213.342                          | 7031                             | 20247                            |
| 1975                             | 1638.3                           | 4011.2                           | 215.465                          | 7604                             | 19009                            |
| 1976                             | 1825.3                           | 4040.9                           | 217.583                          | 8389                             | 18870                            |
| 1977                             | 2030.9                           | 4050.5                           | 219.760                          | 9241                             | 18617                            |
| 1978                             | 2294.7                           | 4015.0                           | 222.095                          | 10332                            | 18580                            |
| 1979                             | 2563.3                           | 4173.4                           | 224.567                          | 11414                            | 19037                            |
| 1980                             | 2789.5                           | 4161.7                           | 227.225                          | 12076                            | 18716                            |
| 1981                             | 3028.4                           | 4291.7                           | 229.466                          | 12833                            | 19061                            |
| 1982                             | 3255.0                           | 4489.3                           | 231.664                          | 13551                            | 17700                            |
| 1983                             | 3536.7                           | 4623.8                           | 233.792                          | 14428                            | 17199                            |
| 1984                             | 3933.2                           | 4813.6                           | 235.825                          | 15678                            | 17652                            |
| 1985                             | 4220.3                           | 4953.7                           | 237.924                          | 16338                            | 18444                            |
| 1986                             | 4462.8                           | 4663.6                           | 240.133                          | 17685                            | 17784                            |
| 1987                             | 4739.5                           | 4722.1                           | 242.289                          | 18861                            | 18725                            |
| 1988                             | 4873.8                           | 4952.7                           | 244.499                          | 20275                            | 20678                            |
| 1989                             | 5084.4                           | 5100.4                           | 246.819                          | 21220                            | 21286                            |
| 1990                             | 5303.1                           | 5412.5                           | 249.623                          | 22247                            | 22493                            |
| 1991                             | 5695.9                           | 5800.5                           | 252.981                          | 22401                            | 23067                            |
| 1992                             | 5937.7                           | 6036.6                           | 256.514                          | 23307                            | 23601                            |
| 1993                             | 6257.4                           | 6532.7                           | 259.919                          | 24213                            | 25281                            |
| 1994                             | 6672.2                           | 6935.5                           | 263.126                          | 25678                            | 26779                            |
| 1995                             | 7097.7                           | 7231.7                           | 266.278                          | 26682                            | 27763                            |
| 1996                             | 7516.9                           | 7788.9                           | 269.094                          | 28017                            | 28917                            |
| 1997                             | 8054.3                           | 8203.5                           | 272.047                          | 29648                            | 30922                            |
| 1998                             | 8547.0                           | 8666.9                           | 275.254                          | 31125                            | 32368                            |
| 1999                             | 9068.4                           | 9070.3                           | 278.540                          | 32887                            | 33939                            |
| 2000                             | 9617.0                           | 9617.0                           | 282.217                          | 34785                            | 35785                            |
| 2001                             | 9928.0                           | 9890.7                           | 285.226                          | 35509                            | 36677                            |
| 2002                             | 10469.6                          | 10048.8                          | 288.126                          | 37237                            | 38876                            |
| 2003                             | 10960.8                          | 10301.0                          | 290.796                          | 39092                            | 40423                            |
| 2004                             | 12085.9                          | 10975.8                          | 293.638                          | 41297                            | 42357                            |
| 2005                             | 13133.9                          | 12003.4                          | 296.507                          | 42935                            | 45110                            |
| 2006                             | 14194.7                          | 13219.4                          | 299.98                           | 45071                            | 47807                            |